# Ronald Reagan
Ronald Wilson Reagan (6. února 1911 Tampico, Illinois – 5. června 2004 Los Angeles, Kalifornie) byl 40. prezident Spojených států amerických (1981–1989) a 33. guvernér Kalifornie (1967–1975). Jeho prezidentství je často vnímáno jako počátek nové éry Republikánské strany a konzervatismu ve Spojených státech. Pro jeho prezidentství je charakteristická nová ekonomická a sociální politika, přezdívaná reaganomika, a konfrontační zahraniční politika vůči Sovětskému svazu a komunistickému hnutí po celém světě. Před vstupem do politiky pracoval jako herec a byl také předsedou hereckých odborů.
V prezidentských volbách v roce 1980 porazil drtivým poměrem úřadujícího prezidenta Jimmyho Cartera. Reagan získal 489 hlasů volitelů, zatímco Carter jen 49. V 69 letech se stal nejstarším prezidentem, který se v prvním volebním období ujal úřadu a při druhé přísaze v roce 1985 nejstarším prezidentem uvedeným do funkce vůbec. První věkový rekord překonal 70letý Donald Trump v roce 2017, oba tyto rekordy v roce 2021 překonal 78letý Joe Biden. Reagan byl prvním republikánem, který od roku 1888 dokázal porazit úřadujícího demokratického prezidenta, a prvním kandidátem, který dokázal od roku 1932 porazit úřadujícího prezidenta bez ohledu na stranické příslušnosti. V roce 1984 se v prezidentských volbách utkal proti demokratickému kandidátovi Walteru Mondaleovi, kterého porazil ve všech volebních obvodech kromě Minnesoty a Kolumbijského distriktu, a získal přes 58,8 % všech hlasů.

## Mládí a osobní život

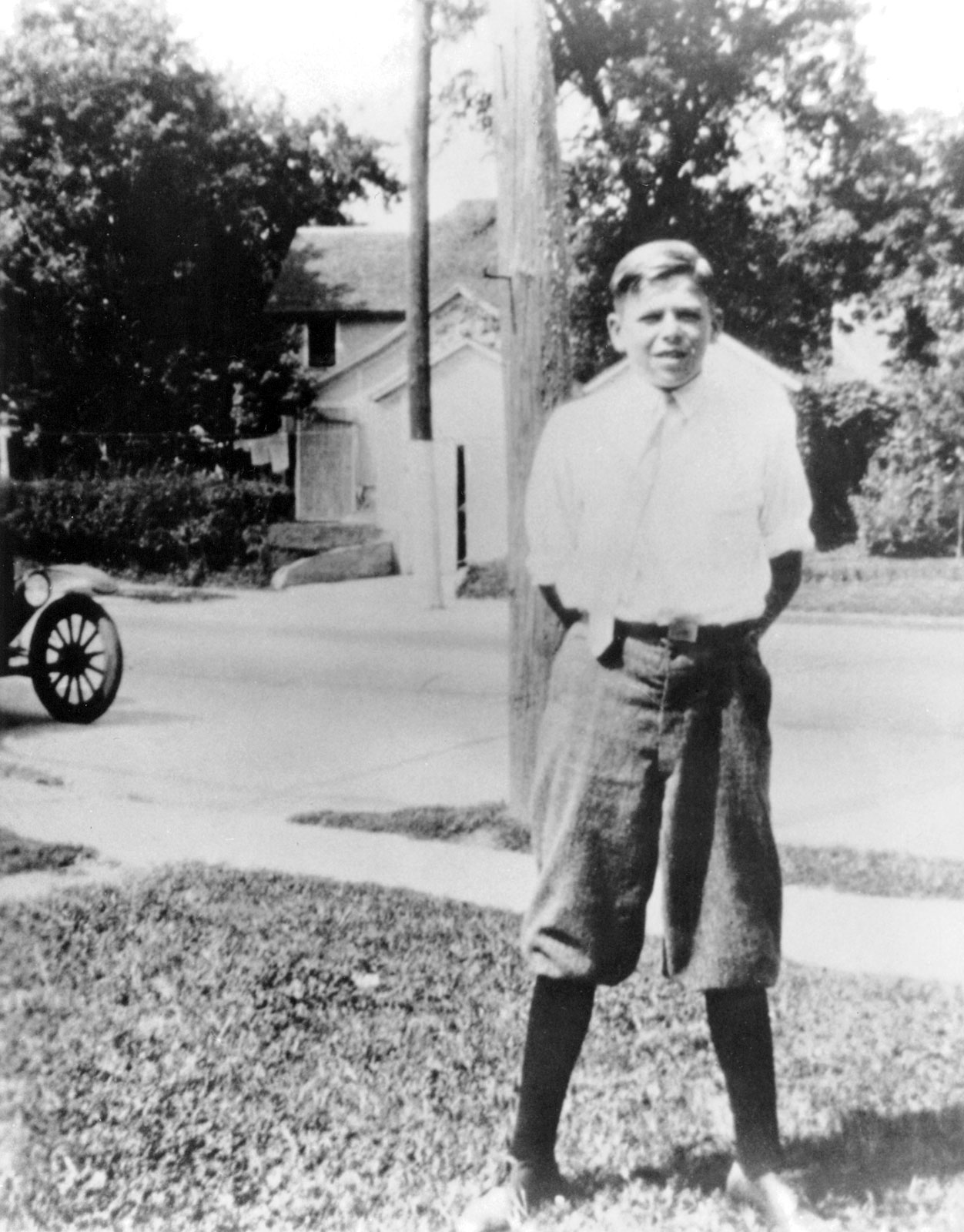
Mladý Reagan mezi lety 1920–1930 v Dixonu

Ronald Reagan se narodil 6. února 1911 ve městě Tampico v Illinois. Byl druhým ze tří synů Johna Edwarda Reagana (1883–1941), irsko-amerického katolíka, a Nelle Clyde Wilson (1883–1962), která měla předky skotského, kanadského a anglického původu a byla členkou „Disciples of Christ“. Jeho starší bratr byl Neil Reagan (1908–1996). Jeho pradědeček z otcovy strany, Michael Reagan, přišel do Spojených států z Ballyporeenu v Irsku v polovině 60. let 19. století a zbytek jeho rodiny z otcovy strany z Irska emigroval také v průběhu 19. století. Před příchodem do Spojených států se jejich příjmení psalo Regan. Jeho pradědeček z matčiny strany, John Wilson, imigroval do Spojených států z Paisley ve Skotsku ve 40. letech 19. století a vzal si Jane Blue, Kanaďanku z Queensu v New Brunswicku. Reaganova babička z matčiny strany, Mary Anne Elsey, se narodila Epsomu v Surrey v Anglii. Ačkoliv Reaganův otec byl katolík, Reaganova matka byla aktivní protestantka a Reagan byl vychováván podle učení „Disciples of Christ“ a navštěvoval církevní školu Eureka College.
Jeho otec byl pravděpodobně závislý na alkoholu a často byl nezaměstnaný. Během světové hospodářské krize byl zaměstnán díky pracovnímu programu WPA, který byl součástí New Dealu. Rodina krátce žila v Chicagu a v malých městech v severním Illinois. Reagan chodil do škol ve školním distriktu Mount Lebanon a na Dixon High School v Dixonu v Illinois. Tam začal rozvíjet svůj vypravěčský a herecký talent. Využil jej poprvé, když byl vybrán jako jeden z nováčků, kteří měli mít projev během nočního setkání před zahájením studentské stávky na Eureka College. V roce 1926 začal Reagan pracovat jako plavčík v Lowell Parku poblíž Dixonu. Je mu připisována záchrana 77 lidí během sedmi letních sézón, ve kterých tam pracoval.
V roce 1932, po promoci na Eureka College (B.A. z ekonomie a sociologie), začal Reagan pracovat v rádiích WOC v Davenportu v Iowě a poté ve WHO v Des Moines jako komentátor baseballových zápasů Chicago Cubs, přičemž dostával jen strohé informace o hře přes telegraf a s použitím fantazie se snažil domyslet zbytek. Jednou během deváté směny došlo k poruše telegrafu a Reagan rychle improvizoval a vymyslel si fiktivní vývoj hry (ve kterém pálkaři obou týmů vyautovali několik nadhazovačů), dokud se spojení neobnovilo.
Ronald Reagan se 24. ledna 1940 oženil s herečkou Jane Wyman. V roce 1941 se jim narodila dcera Maureen a o čtyři roky později (1945) adoptovali syna Michaela. Jejich druhá dcera, Christine, zemřela hned po narození, 26. června 1947. Manželé se rozvedli 28. června 1948. Reagan tak byl jediným americkým prezidentem, který se rozvedl, než se roku 2017 hlavou Spojených států amerických stal dvakrát rozvedený Donald Trump. Znovu se Reagan oženil 4. března 1952 s herečkou Nancy Davis. Do manželství se 21. října téhož roku narodila jejich dcera Patti a o šest let později (1958) i syn Ron.

### Hollywoodská filmová hvězda

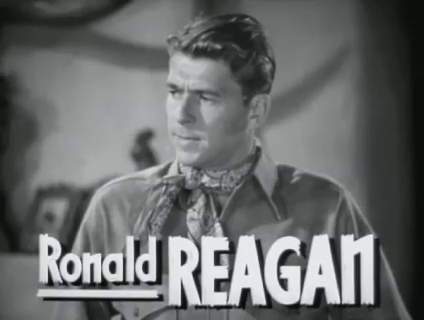
Ve filmu The Bad Man (1941)

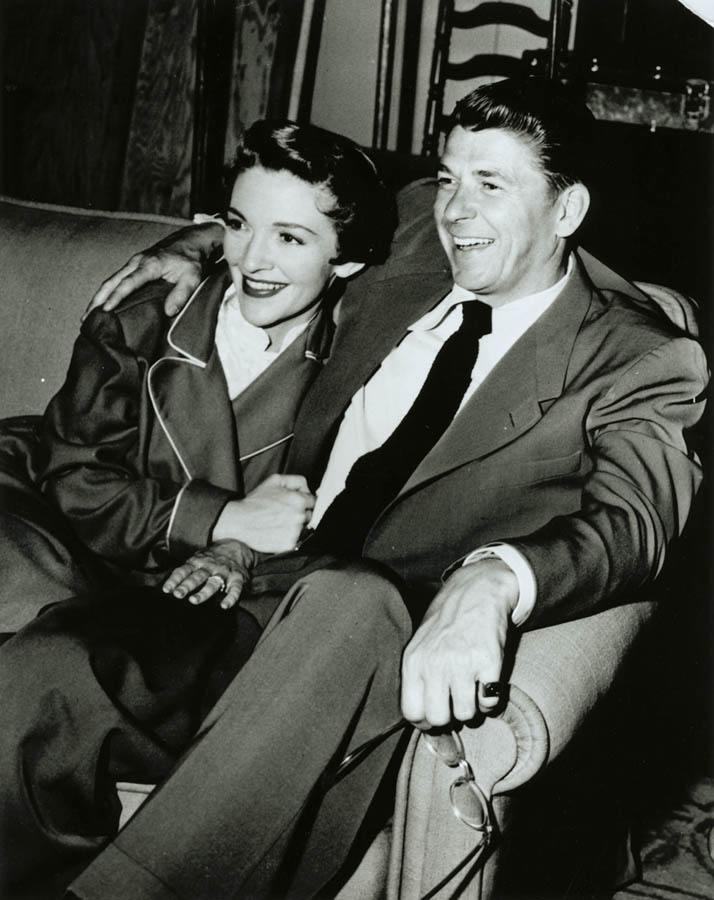
Ronald Reagan a jeho žena Nancy při natáčení jejího filmu Donovan's Brain, 1953

V roce 1937, když jel do Kalifornie, aby podával zprávy o jarním tréninku týmu Chicago Cubs, se Reagan zúčastnil kamerové zkoušky, díky které získal sedmiletý kontrakt u Warner Bros. Jeho srozumitelný hlas, příjemné vystupování a atletická postava jej udělaly populárním u diváků. Ve většině filmů hrál vůdčí typy, začal s „béčkovými“ filmy a postupně se propracoval až k „áčkovým“.
Svou první roli získal v roce 1937 ve filmu Love Is On the Air. Do konce roku 1939 se objevil v devatenácti filmech. Před filmem Sante Fe Trail z roku 1940 hrál roli George „The Gipper“ Gippa ve filmu Knute Rockne, All American. Díky této roli získal přezdívku „the Gipper“, která jej provázela do konce života. Reagan považoval za svůj nejlepší výkon roli ve filmu Kings Row (1942), ve kterém hrál mladíka, kterému byly amputovány nohy. Hlášku z filmu „Where's the rest of me?“ použil jako název své autobiografie. Mezi další Reaganovy filmy patří International Squadron, Tennessee's Partner, Hellcats of the Navy, This Is the Army, The Hasty Heart, Hong Kong, The Winning Team, Bedtime for Bonzo, Cattle Queen of Montana, Storm Warning, The Killers a Prisoner of War. Mezi jeho herecké partnerky patřily Jane Wymanová, Priscilla Laneová, Ann Sheridanová, Viveca Lindfors, Patricia Nealová, Barbara Stanwycková, Rhonda Flemingová, Ginger Rogersová, Doris Dayová, Nancy Davisová a Angie Dickinsonová. Reagan má svou hvězdu na hollywoodském chodníku slávy. V Hollywoodu zůstal až do konce války.
Na konci 50. let 20. stol. hrál Reagan stále v méně filmech a přesunul se do televize, kde moderoval General Electric Theater. Reagan se objevil ve více než 50 televizních dramatech. V letech 1947–1952 a poté v letech 1959–1960 zastával funkci prezidenta Screen Actors Guild (SAG, hereckých odborů). Z moderátora a uměleckého poradce General Electric Theater se stal jejím producentem. Na konci 50. let vydělával Reagan asi 125 000 dolarů ročně (= přibližně 800 000 dolarů v roce 2006). Jeho poslední role jako profesionálního herce byla v populární show Death Valley Days, kterou moderoval a hrál v ní. Poslední film, který se promítal v kinech, The Killers, natočil v roce 1964 a šlo o remake dříve natočeného filmu podle povídky Ernesta Hemingwaye. Reagan ve filmu hrál vůdce gangu. Tento film, který byl původně plánován jen pro televizní vysílání, produkovala NBC, ale nakonec jej zcenzurovala, protože obsahoval násilí. Reaganovými hereckými kolegy ve filmu byli John Cassavetes, Lee Marvin a Angie Dickinson.
Ronald Reagan během své kariéry ztvárnil celkem 88 rolí.

### Vojenská služba

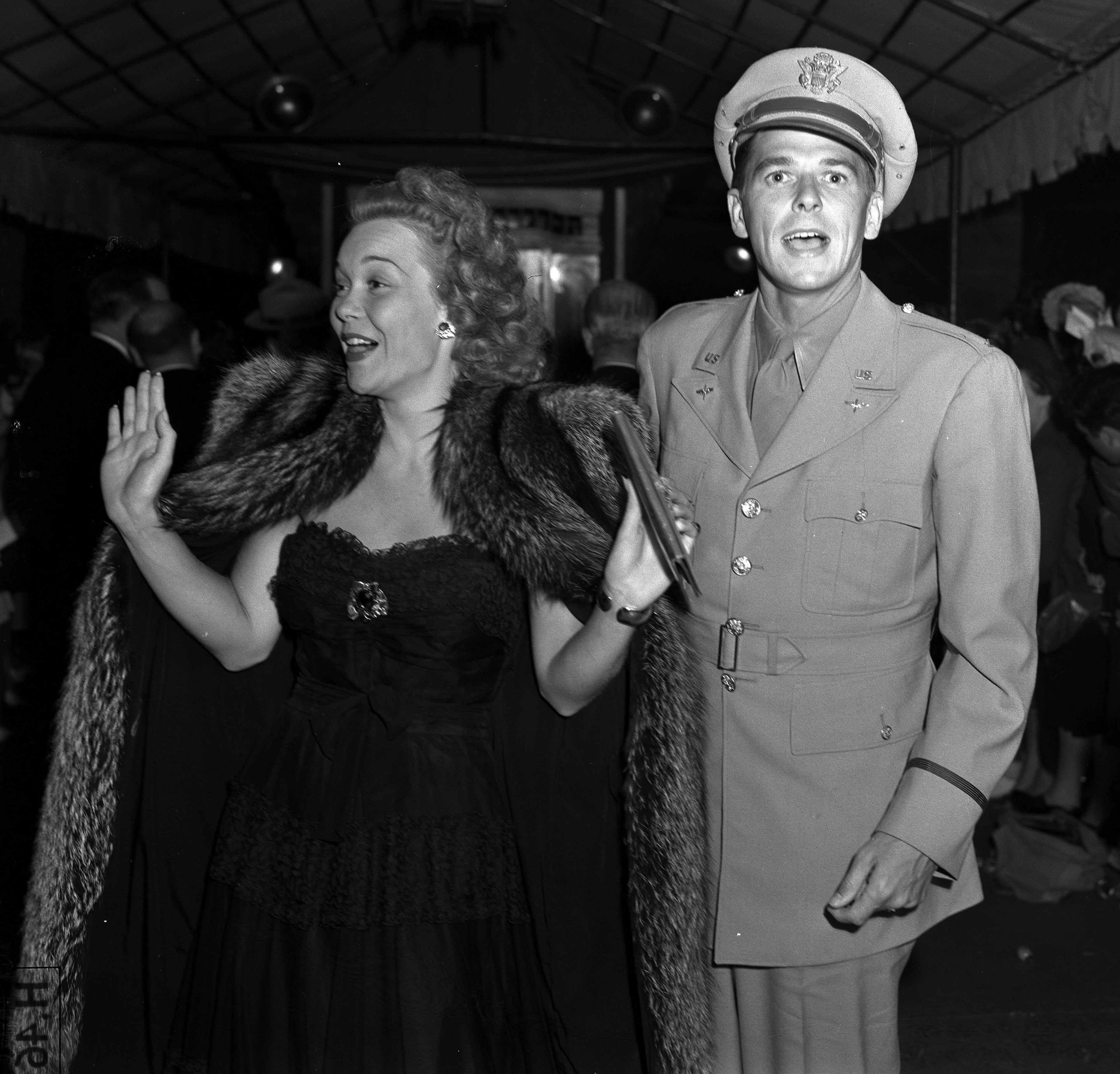
S manželkou Jane Wymanovou v roce 1942

Po dokončení čtrnáctidenních domácích vojenských studií byl Reagan v armádě zařazen do záloh a pověřen jako poručík v důstojnických rezervních sborech jezdectva dne 25. května 1937.
Do aktivní služby byl Reagan poprvé povolán 18. dubna 1942. Vzhledem ke špatnému zraku (astigmatismu) byl klasifikován pro omezenou službu, která ho vyloučila ze služby v zámoří. Po útoku na Pearl Harbor byl Reagan přidělen k First Motion Picture Unit, která byla součástí letectva a dělala tréninkové a vzdělávací filmy, ve kterých mohl zužitkovat své filmové zkušenosti.

## Politická kariéra

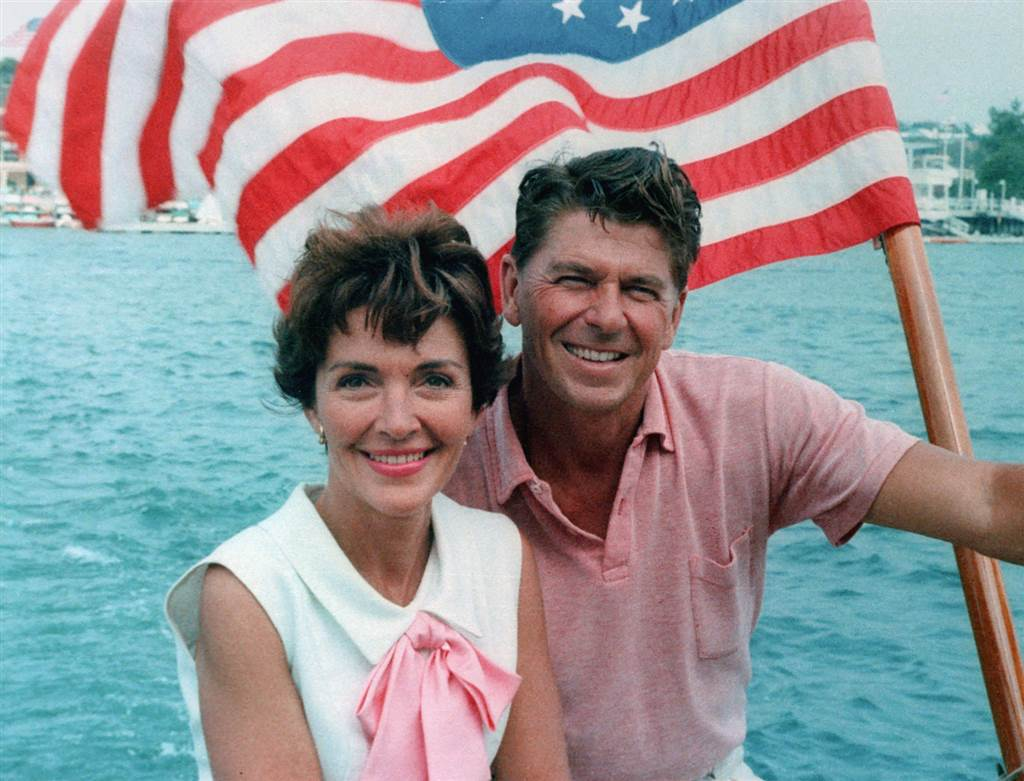
Ronald a Nancy Reaganová na lodi v Kalifornii v roce 1964

Reagan byl původně demokrat, stoupenec F. D. Roosevelta a programu New Deal a celoživotní obdivovatel Rooseveltových vůdcovských schopností. Ještě na konci 40. let byl viditelným stoupencem Harryho S. Trumana. Jeho politické sympatie se změnily, když začal pociťovat, že se jeho strana začala měnit.
Jeho první velkou politickou rolí bylo vedení Screen Actors Guild, odborů reprezentujících hollywoodské herce, které však byly podle jeho vyjádření infiltrovány komunisty. V této pozici svědčil před Výborem pro neamerickou činnost o údajném vlivu komunistů na filmový průmysl. V roce 1947 se on a jeho žena tajně sešli s agenty FBI, kterým udávali tzv. podezřelé živly. Mezi herci, které údajně jmenovali, byli Larry Parks, Howard da Silva a Alexander Knox, kteří byli později předvoláni před výbor a zařazeni na černou listinu. Tato informace se dostala na veřejnost až v důsledku zákona o svobodném přístupu k informacím z roku 2002.
Později již zarytý antikomunista Reagan podporoval kandidatury Dwighta Eisenhowera (1952, 1956) a Richarda Nixona (1960), ale zůstával registrovaným členem demokratické strany. Během těchto let studoval Reagan pečlivě americkou historii, otce zakladatele Spojených států a ekonomiku volného trhu. Po přečtení Hayekovy knihy Cesta do otroctví získal přesvědčení, že socialismus je hrozbou pro americký styl života. Po zvolení Johna F. Kennedyho, kterého Reagan označil za socialistu, prezidentem, se stal republikánem a v roce 1964 podporoval nominaci Barryho Goldwatera na prezidentského kandidáta republikánské strany.
Reagan odhalil svou ideologickou motivaci, když prohlásil: „Otcové zakladatelé věděli, že vláda nemůže kontrolovat ekonomiku bez kontroly lidí. A věděli, že když se pro to vláda rozhodne, musí pro dosažení svého cíle použít sílu a donucení. Došli jsme k okamžiku rozhodnutí.“
„Neopustil jsem Demokratickou stranu, strana opustila mě,“ prohlašoval. Reagan později ve své autobiografii An American Life vysvětloval, že Franklin D. Roosevelt varoval, že sociální programy mohou zničit pracovní etiku jako narkotika a že Roosevelt zrušil dočasné sociální programy, které měly pomoci zemi při hospodářské krizi, poté, co byla krize zažehnána. Ale programy byly po Rooseveltově smrti obnoveny.

## Guvernér Kalifornie (1967–1975)

Ronald a Nancy Reaganovi slaví vítězství v guvernérských volbách v hotelu Biltmore v Los Angeles

V roce 1966 byl Reagan zvolen 33. guvernérem Kalifornie, když porazil Edmunda G. „Pat“ Browna, který již předtím byl dvakrát zvolen. Reagan byl znovuzvolen v roce 1970, když porazil Jesse Unruha, ale o zisk třetího volebního období se již nepokusil. Úřadu se ujal složením přísahy 3. ledna 1967. Během svého prvního volebního období zmrazil přijímání nových úředníků, ale také schválil zvýšení daní, aby vyrovnal rozpočet. Reagan rychle umlčel tehdejší protestní hnutí. Během protestů v People's Parku v roce 1969 poslal 2200 členů Národní gardy do kampusu University of California. V projevu v dubnu 1970 prohlásil: „Jestli to má být masakr, ať je to teď. Appeasement není odpověď.“
S demokratem Bobem Morettim pracoval v roce 1971 na reformě sociálního systému. Reagan se také stavěl proti stavbě velké přehrady Dos Rios, která měla zatopit údolí s farmami amerických indiánů. Později se Reagan s rodinou vydal na letní výlet do pohoří Sierra Nevada, kde byla plánována stavba nové dálnice. Když tam byl, prohlásil, že nebude postavena. Jedním z nejvíce frustrujících problémů byl pro Reagana během jeho úřadování trest smrti. Profiloval se jako jasný stoupenec nejvyššího trestu, ale jeho snaha prosadit zákony zavádějící trest smrti byla zmařena, když kalifornský nejvyšší soud rozhodl v případu Lid vs. Anderson, že všechny tresty smrti uděleny před rokem 1972 jsou neplatné, ale rozhodnutí bylo brzy změněno díky ústavnímu dodatku. I přes podporu trestu smrti, udělil Reagan dvě milosti. Do roku 2006 nebyla v Kalifornii udělena už žádná milost odsouzenci k trestu smrti. Během Reaganova úřadování byl popraven jen jeden člověk a to Aaron Mitchell 12. dubna 1967 v plynové komoře v San Quentinu. K další popravě došlo v Kalifornii až v roce 1992. Když Symbionese Liberation Army unesla v Berkley Patty Hearstovou a požadovala distribuování jídla chudým, Reagan prohlásil, že by to byl dobrý moment pro propuknutí botulismu. Když o výroku informovala média, omluvil se.
Reagan prosazoval rušení systému veřejných psychiatrických léčeben a navrhoval jejich nahrazení ubytováním a léčbou v komunitách, které neporušovaly lidská práva jako nedobrovolné hospitalizace. Komunitní střediska ale nikdy nebyla adekvátně financována ani Reaganem, ani jeho nástupci. Reagan byl silně ovlivněn klasickými liberály. Když byl v roce 1975 otázán, kteří ekonomové jej ovlivnili, odpověděl: „Bastiat a von Mises a Hayek a Hazlitt – jsem pro klasické ekonomy.“
Reagan byl prvním guvernérem, který používal pro pracovní cesty tryskáč. Kalifornie získala jednu z prvních vyrobených Cessen Citation. Její pilot, Bill Paynter, změnil své demokratické smýšlení v republikánské během šesti měsíců od chvíle, kdy poznal Reagana. Paynter často vyprávěl, že Reagan v televizi byl stejný jako Reagan ve skutečnosti, člověk, který dělal to, co říkal. Reagan se často ptal své posádky, zda by nebyl problém změnit letový plán, protože nechtěl, aby jeho spolupracovníci byli daleko od svých rodin při rodinných událostech.

## Prezidentské kampaně

### 1976

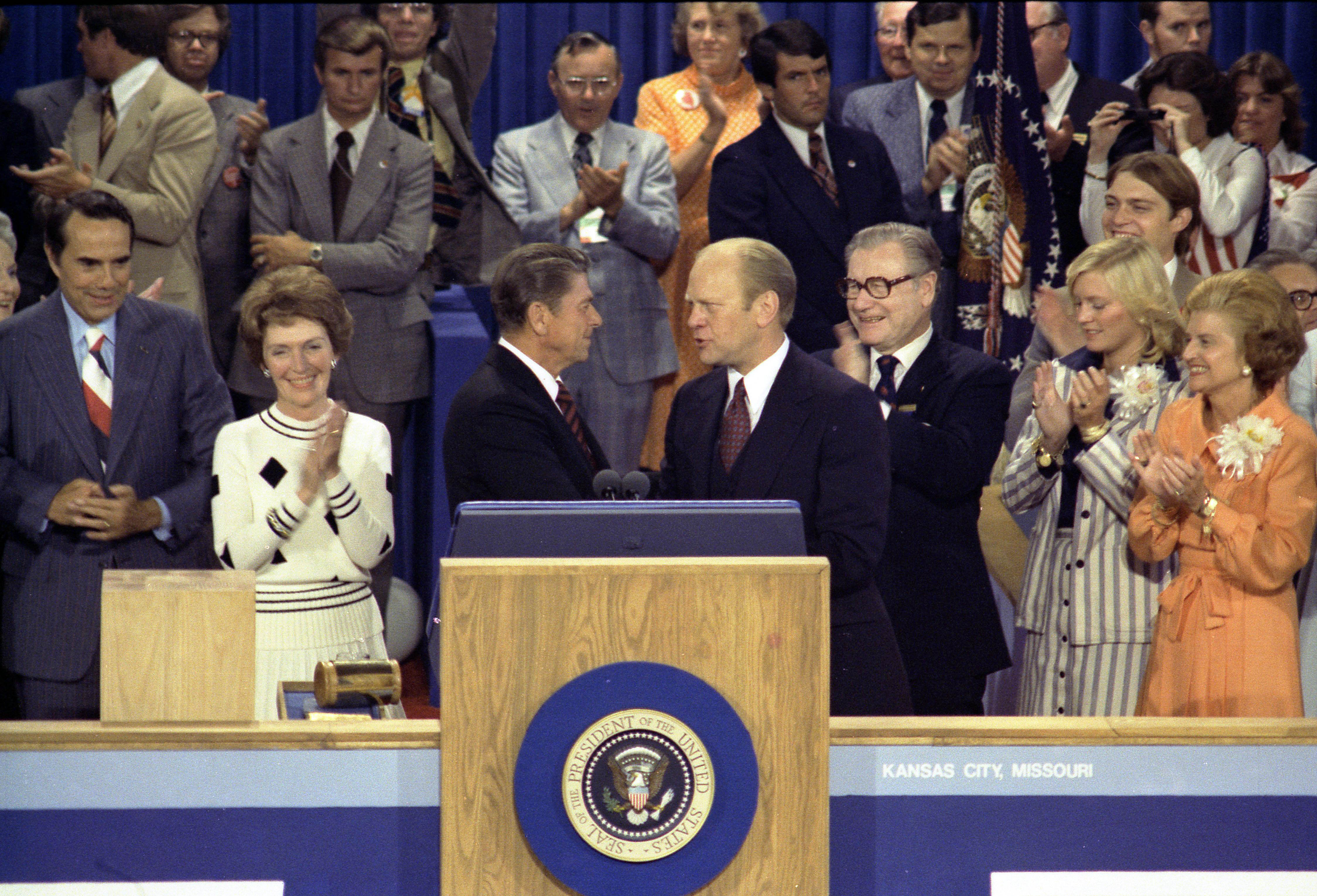
Ronald Reagan na podiu s Geraldem Fordem v roce 1976.

Reagan se do prezidentské kampaně zapojil v roce 1968, jako člen hnutí „Zastavte Nixona“, které vedl tehdejší newyorský guvernér Nelson Rockefeller. Reaganovi se podařilo získat slib asi 600 delegátů, ale Richard Nixon jej rychle převálcoval a získal nominaci; Reagan navrhl kongresu nominovat jednomyslně Nixona.
V roce 1976 vyzval Reagan prezidenta Geralda Forda. Reagan se brzy profiloval jako konzervativní kandidát, podobně smýšlející organizace jako American Conservative Union se staly klíčovými komponenty jeho politické základny. Spoléhal na strategii, se kterou přišel manažer jeho kampaně John Sears, která se zakládala na rychlých výhrách v primárkách v několika státech, čímž měl být vážně poškozen začátek Fordovy kampaně, ale strategie brzy selhala. Chabý management a špatně naplánované projevy slibující přesun federálních pravomocí na státy, ale bez objasnění mechanismu jejich financování vedly k porážkám v New Hampshire a na Floridě. Reagan se dostal do kouta a potřeboval vyhrát, aby se v souboji udržel.
Reaganova pozice před primárkami v Severní Karolíně byla, že pokud nevyhraje, bude ven ze hry. Zaútočil na Forda kvůli Panamskému průplavu, détente se Sovětským svazem, autobusové dopravě školáků a na Kissingerovo působení na ministerstvu zahraničí. Reagan vyhrál se ziskem 53 %. Vyhrál také primárky ve velkých státech, v Texasu a Kalifornii, ale prohrál v Ohiu, Tennessee, Kentucky a Michiganu. Když se přiblížil kongres v Kansas City, zdálo se, že je Ford blízko vítězství díky liberálním kandidátům z New Yorku, New Jersey a Pensylvánie. Reagan si uvědomil sílu liberálního a umírněného křídla ve straně a jako kandidáta na viceprezidenta si tedy vybral senátora Richarda Schweikera, aby Fordův náskok stáhl. Přesto Ford zvítězil, když obdržel 1187 hlasů a Reagan 1070. Reagan ve svém projevu zdůrazňoval nebezpečí jaderné války a morální nebezpečí, které představoval Sovětský svaz. Ačkoliv Reagan nominaci nezískal, při volbách obdržel 307 hlasů v New Hampshire, 388 ve Wyomingu a voliči z Washingtonu pro něj hlasovali při volbě prezidenta.

### 1980

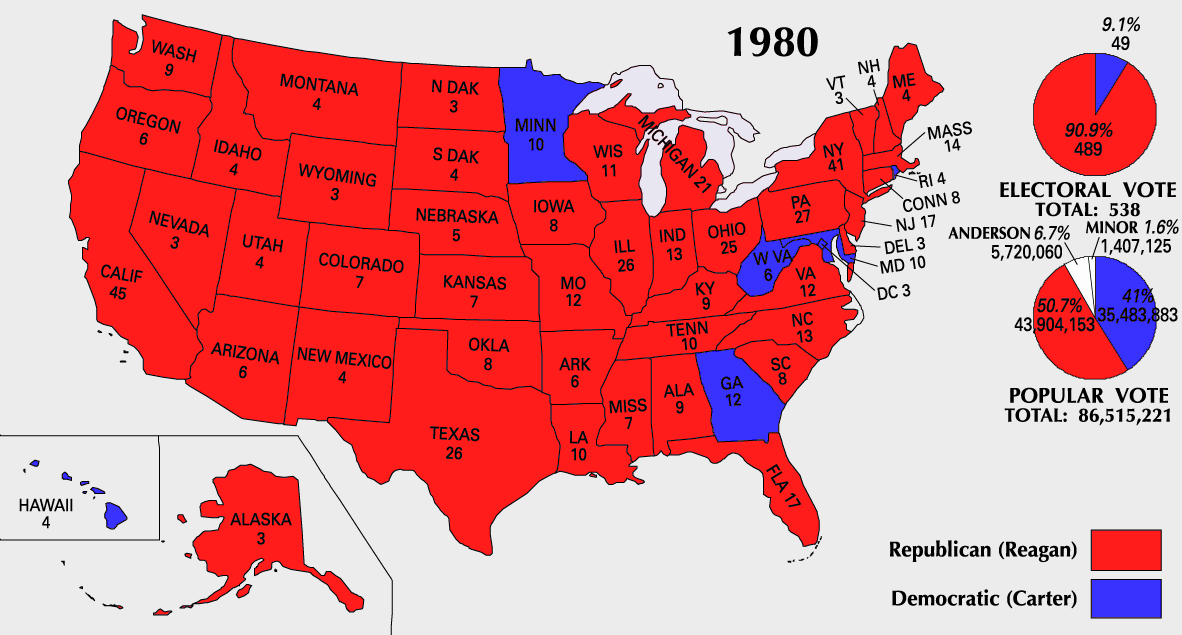
Výsledky amerických prezidentských voleb v roce 1980

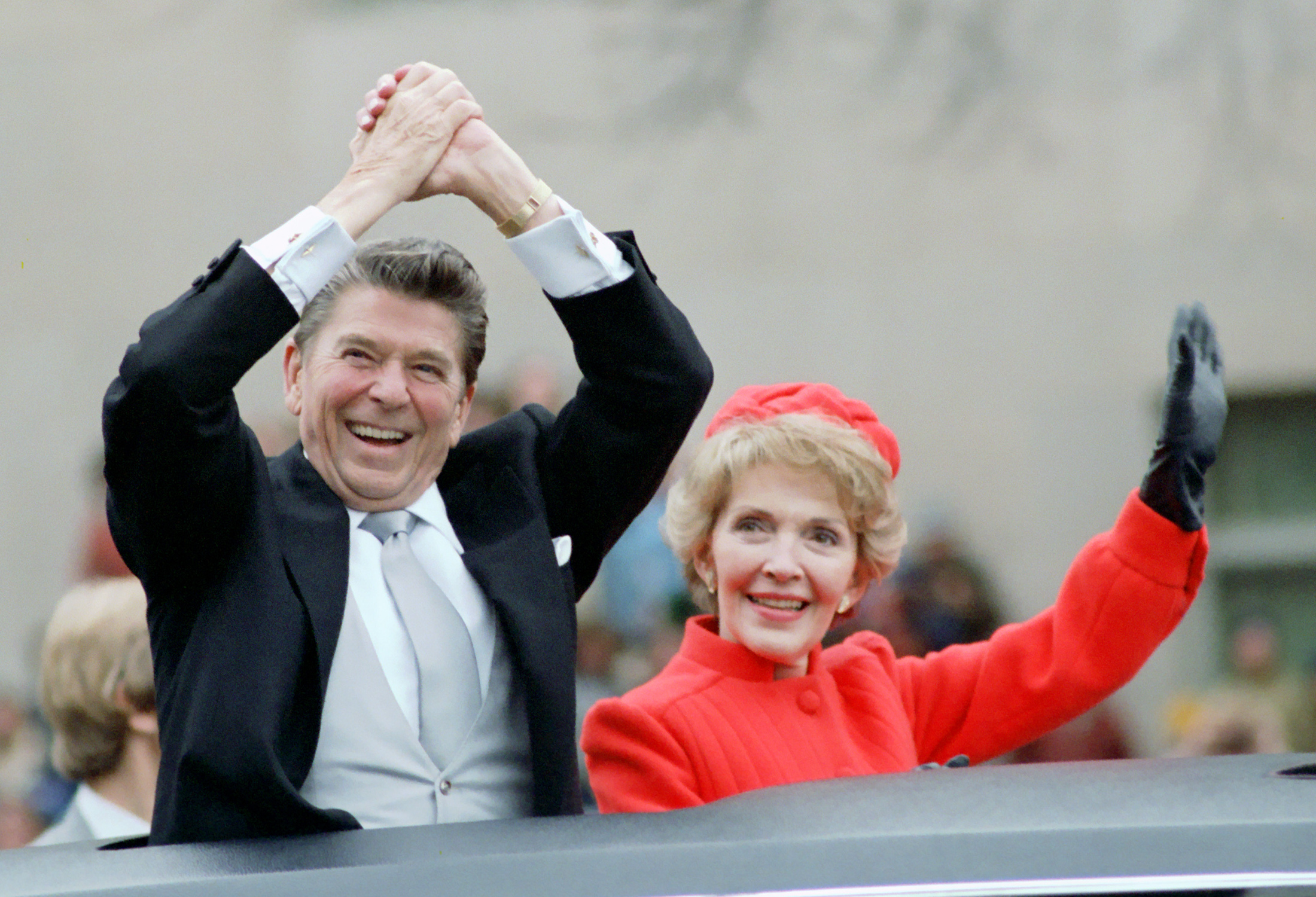
Reaganovo prezidentství začalo dramaticky dne 20. ledna 1981. 52 amerických rukojmích bylo po 444 dnech zadržování puštěno na svobodu

V roce 1980 získal Reagan nominaci Republikánské strany na post prezidenta, poté, co vyhrál většinu primárek, ačkoliv na začátku kampaně prohrál v Iowě. Během kongresu navrhl Reagan na viceprezidenta Geralda Forda, ale ten se jím nakonec nestal. Místo toho si nakonec vybral svého oponenta z primárek, George H. W. Bushe, který měl značné mezinárodní zkušenosti.
Dne 4. srpna 1980 pronesl jako kandidát na prezidenta projev poblíž Philadelphie v Mississippi na výroční pouti Neshoba Country. Reagan nadchl dav, když řekl: „Věřím v práva států. Věřím, že jsme zdeformovali vyvážení mocí, když jsme dali federální vládě pravomoci, které jí podle ústavy neměly náležet.“ Pokračoval a slíbil, že „vrátí státům a místním vládám pravomoci, které jim náleží“. Ve Philadelphii byli 21. června 1964 zavražděni tři aktivisté za lidská práva, James Chaney, Andrew Goodman a Michael Schwerner a Reaganovi kritici se domnívali, že Reagan vyslal publiku rasistický vzkaz. Řeč byla pronesena v souladu s jeho filosofií omezené vlády, ale kritici se domnívali, že si místo vybral tak, aby apeloval na bílé jižanské voliče. V biografii, kterou o Reaganovi napsal Edmund Morris stojí, že Reagan pevně podporoval nadvládu federální vlády. Reagan si myslel, že mnoho zákonů o občanských právech, které byly přijaty v 60. letech, je zbytečných, protože je již chrání ústava. Reagan byl přesto zranitelný obviněními z necitlivosti týkající se občanských práv černochů. Podle knihy Running on Race: Racial Politics in Presidential Campaigns se Carter pokusil obvinit Reagana z rasismu, ale obrátilo se to brzy proti Carterovi samotnému, když se jeden z nejvýznamnějších Carterových černých stoupenců, bývalý velvyslanec u OSN, Andrew Young, pokusil vyburcovat černošskou opozici proti Reaganovi tvrzením, že pokud bude zvolen, bude „normální zabíjet negry“. Tento ostrý výpad pravděpodobně ztratil Carterovi více bělochů, než získal černochů.
Prezidentská kampaň, kterou řídil William J. Casey, byla vedena ve stínu íránské krize s rukojmími a média každý den přinášela zprávy o neúspěšných Carterových snahách osvobodit rukojmí. Většina analytiků se shoduje, že tímto byla oslabena Carterova pozice a Reagan měl možnost zaútočit na jeho neefektivitu. Na druhou stranu, Carterova neschopnost si poradit s dvoucifernou inflací a nezaměstnaností, nevýrazným ekonomickým růstem, nestabilitou trhu s ropou vedoucí k dlouhým frontám před benzínovými stanicemi a slabost americké obrany možná měly na voliče ještě větší dopad. Během kampaně v roce 1976 přišel Carter s „indexem strádání“, který zahrnoval nezaměstnanost a inflaci. Tento „index strádání“ se během jeho volebního období neustále zhoršoval a Reagan toho v kampani využil. S respektem k ekonomii, řekl Reagan: „Bylo mi řečeno, že nemám používat slovo deprese. Dobře, řeknu vám definici. Recese je, když váš soused ztratí práci, deprese je, když vy ztratíte práci. Obnova je, když Jimmy Carter ztratí svou práci.“
Reaganovo vystupování v televizních debatách rozproudilo jeho kampaň. Zdál se být v klidu, kritice z Carterovy strany se bránil poznámkami jako „a je to tu zase“. Jeho nejvlivnější poznámkou ale byla závěrečná otázka k publiku v době raketově rostoucích cen a vysokých úrokových sazeb: „Máte se lépe než před čtyřmi lety?“ Stejnou frázi poté používal i v kampani v roce 1984.

## Prezident (1981–1989)

### První období

#### Pokus o atentát
Dne 30. března 1981 byl Reagan, jeho tiskový mluvčí James Brady a dva policisté postřeleni vyšinutým Johnem Hinckleym, Jr. Střela minula Reaganovo srdce o méně než palec a zasáhla jej do levé plíce, což mu asi zachránilo život. Reagan z legrace řekl chirurgům: „Doufám, že jste všichni republikáni.“ Ačkoliv nebyli, odpověděl mu Dr. Joseph Giordano: „Dnes jsme všichni republikáni.“ Později své ženě řekl slavnou větu: „Miláčku, zapomněl jsem se skrčit.“ Reagan toho dne měl navštívit Philadelphii a sestře v nemocnici řekl: „Když se to tak vezme, raději bych byl ve Philadelphii.“

#### Stávka letových dispečerů
V roce 1981 začala stávka vyhlášená odbory letových dispečerů, čímž byl porušen zákon zakazující odborům zastupujícím státní zaměstnance stávkovat. Reagan vyhlásil na základě Taft Hartley Act nouzový stav a v tiskové konferenci vyzval stávkující, aby se do 48 hodin vrátili do práce, jinak o ni přijdou. Dne 3. srpna 1981 nechal Reagan vyhodit 11345 stávkujících dispečerů, kteří neuposlechli jeho výzvy.

#### Reaganomika a ekonomická situace

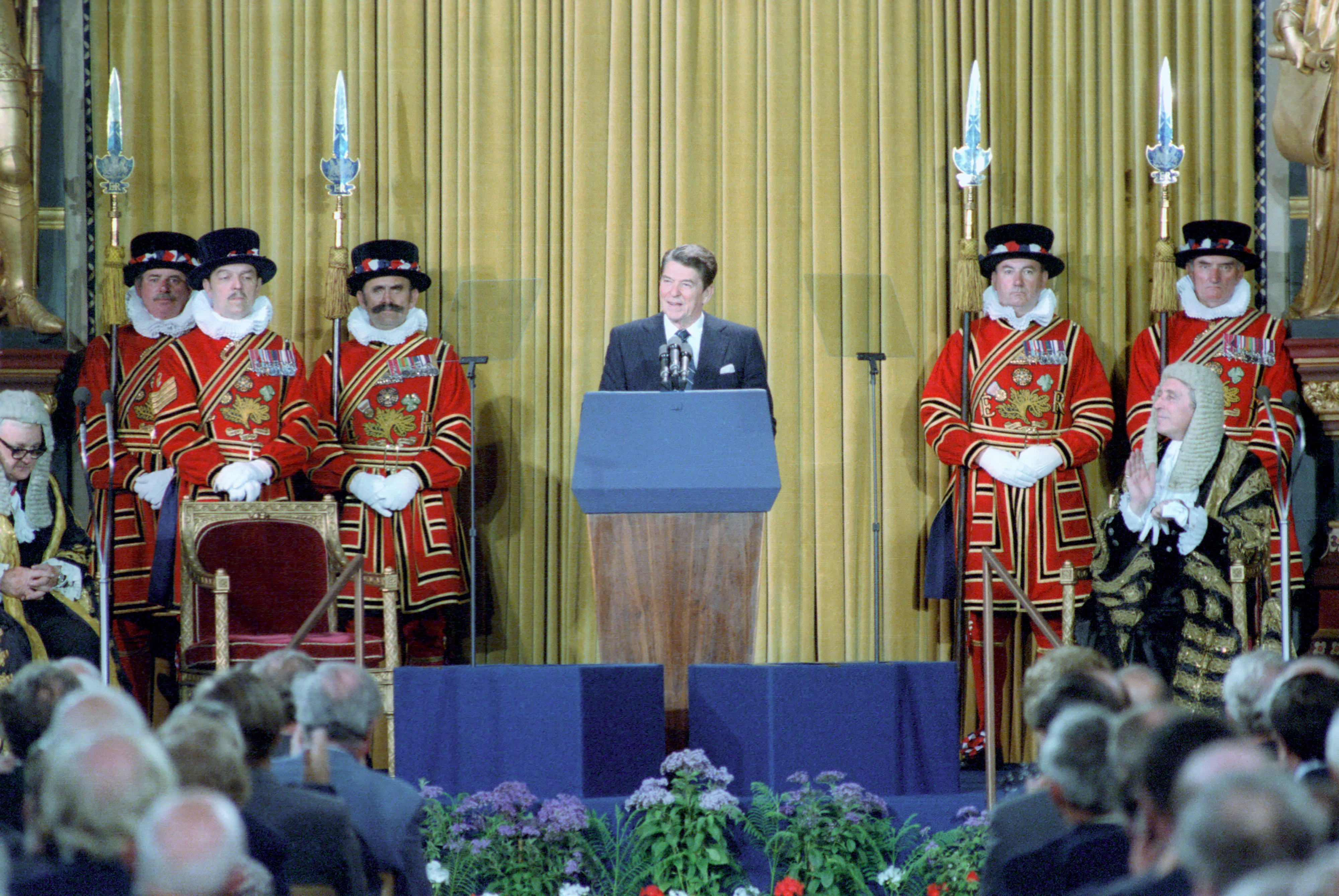
Reagan jako vůbec první americký prezident řečnil v britském parlamentu a předpovídal, že marxismus-leninismus skončí na smetišti dějin, 8. června 1982

Reaganovy ekonomické pohledy jsou charakteristické myšlenkami ekonomického liberalismu, fiskálního konzervatismu, zdůrazňováním role tržní ekonomiky a prosazováním principů laissez faire a trickle-down economics. Reagan zavedl změny a programy zaměřené na nabídkovou stranu ekonomiky a chtěl stimulovat ekonomiku velkými daňovými škrty. Zaměřil se na snahu omezit růst výdajů, snížit míru regulace a zavést měnovou politiku, která by měla snížit inflaci. Snahou o snížení výdajů státního rozpočtu (zejména v sociální oblasti), ale současně posílením výdajů na obranu a zároveň i snižováním daní se Reaganův přístup diametrálně lišil od přístupu jeho předchůdců. Ekonomická politika, přezdívaná „reaganomika“ se stala předmětem debat, přičemž její stoupenci poukazovali na zlepšení klíčových ekonomických ukazatelů, kritici naopak poukazovali na zvětšující se ekonomickou nerovnost mezi americkým obyvatelstvem, nárůst bezdomovectví v důsledku škrtů v sociálních programech a zvyšující se schodek státního rozpočtu, v rámci něhož vzrostl americký státní dluh z 997 miliard na 2,8 bilionu dolarů během Reaganova osmiletého prezidentství. Jeho politika „mír silou“ (peace through strength) vyústila v rekordní investice do obrany v období míru, když se v letech 1981 až 1985 výdaje na obranu zvýšily o 40 %.
Když se v roce 1981 ujal úřadu, byla inflace 11,83% a nezaměstnanost 7,1%. Během Reaganova prezidentství došlo ke značnému snížení daní z příjmu, například v nejvyšší příjmové skupině došlo k poklesu ze 70 % na 28 % během sedmi let, avšak celková suma vybraných peněz na daních z příjmů se zvýšila o 54 % (28 % při započítání inflace). HDP se po propadu v roce 1982 zotavil a rostl za rok průměrně o 3,4 %, což je však méně než poválečný průměr 3,6 %. Nezaměstnanost dosáhla vrcholu v roce 1982 hodnotou 9,2 % a poté po celou dobu Reaganova prezidentství klesala, přičemž počet zaměstnaných se zvýšil o 16 milionů a také inflace výrazně poklesla.
Reagan jmenoval Paula Volckera šéfem Fedu a v roce 1987 jej ve funkci nahradil Alan Greenspan. Někteří ekonomové, například Milton Friedman a Robert A. Mundell tvrdili, že Reaganova daňová politika posílila americkou ekonomiku a přispěla k ekonomickému boomu 90. let. Jiní ekonomové, například Robert Solow, naopak tvrdí, že rozpočtové schodky byly hlavním důvodem, proč byl Reaganův nástupce George H. W. Bush nucen nedodržet své volební sliby a zvýšit daně.

#### Válka s drogami
Reagan se ke konci svého prvního období rozhodl přitvrdit boj s drogami. Prohlásil, že drogy „ohrožují naši společnost“ a slíbil, že bude bojovat za školy a pracoviště bez drog, rozšíří protidrogovou péči, posílí vynucování protidrogových zákonů a zvýší společenské povědomí o drogách. Dne 27. října 1986, již během svého druhého volebního období, podepsal zákon, který na boj s drogami přispěl 1,7 miliardou dolarů a určil tresty za drogové delikty, například za držení jednoho kilogramu heroinu byl pachatel odsouzen nejméně na deset let vězení.
Zákon však byl kritizován, neboť údajně zaváděl rasové rozdíly mezi vězni a to kvůli rozdílům v tom, jak soudy posuzovaly crack a kokain. Kritici také obviňovali Reaganovu administrativu, že udělala málo pro to, aby omezila dostupnost drog na ulicích. Obhájci protidrogové politiky však argumentovali tím, že mezi adolescenty došlo k poklesu užívání drog.
První dáma, Nancy Reaganová, určila boj proti drogám jako jednu ze svých priorit a založila protidrogové sdružení „Just Say No“, které se zaměřovalo na odrazovaní mládeže od rekreačního užívání drog. Nancy Reaganová navštívila 65 měst v 33 státech, aby zvedla povědomí o nebezpečí drog a alkoholu.

#### Soudnictví
Během kampaně v roce 1980 slíbil Reagan, že, pokud bude mít možnost, jmenuje do Nejvyššího soudu první ženu. Již během prvního roku jeho prezidentství se tato příležitost naskytla, když odstoupil Potter Stewart, a Reaganem tak byla jmenována první žena, Sandra Day O'Connor. Během druhého volebního období jmenoval Williama Rehnquista předsedou a jmenoval soudce Antonina Scaliu. V roce 1987 však utrpěl politickou porážku, když Senát zamítl Reaganem navrženého Roberta Borka. Reagan následně navrhl Anthony Kennedyho, který byl Senátem potvrzen.

#### Libanon a Grenada

Reagan a premiérka Dominiky Eugenia Charles hovoří o událostech na Grenadě.

Americké peacekeepingové jednotky umístěné v Bejrútu v rámci mnohonárodnostních sil během Libanonské občanské války byly napadeny dne 22. října 1983. Sebevražední útočníci zavraždili 241 amerických vojáků, čímž se tento den stal pro námořní pěchotu nejkrvavějším od bitvy o Iwo Jimu a pro americkou armádu od prvního dne ofenzívy Tet v rámci války ve Vietnamu. Reagan nazval útok zavrženíhodným a plánoval útok na kasárna v Baalbeku v Libanonu používané Íránskými revolučními gardami, které zde cvičily bojovníky Hizballáhu. Ministr obrany Caspar Weinberger misi odvolal, neboť se obával, že by došlo k narušení vztahů s arabskými státy. Kromě nevýznamného ostřelování tedy nedošlo k žádné americké odvetě a mariňáci byli přesunuti na moře, kde nemohli být napadeni. Dne 7. února nařídil Reagan zahájit stahování z Libanonu. Stahování bylo dokončeno 26. února a zbytek mnohonárodnostních sil se stáhl do dubna.
Na Grenadě došlo v roce 1979 k puči, při kterém byla ustavena marxisticko-leninistická vláda s vazbami na SSSR a na Kubu. Vláda zahájila s kubánskou pomocí rozvoj armády a stavbu mezinárodního letiště. Dne 13. října 1983 se ujal moci Bernard Coard. Oficiální rezoluce OECS (Organisation of Eastern Caribbean States) vedla k americké invazi. Prezident Reagan také jako další důvody uvedl riziko sovětsko-kubánské vojenské výstavby na ostrově pro celou oblast Karibiku a nebezpečí, které údajně hrozilo stovkám amerických studentů na St. George's University. Dne 25. října 1983 byla zahájena invaze na Grenadu, první velká operace americké armády od Vietnamské války, následovalo několik dní bojů, které vedly k americkému vítězství. Američané ztratili 19 mužů a 116 jich bylo zraněno. V polovině prosince byla jmenována nová vláda a americké síly se stáhly.

### Prezidentská kampaň a volby 1984

Výsledky amerických prezidentských voleb v roce 1984

Reagan přijal republikánskou nominaci v Dallasu v Texasu na vlně dobré nálady, která doprovázela zlepšující se ekonomickou situaci a úspěchy amerických sportovců na Olympijských hrách v Los Angeles v létě 1984. Reagan byl prvním americkým prezidentem, který zahájil Olympijské hry.
Reaganovy šance na znovuzvolení se zvýšily, když na kongresu Demokratické strany pronesl Mondale řeč, kterou se sám o možnost vyhrát prakticky připravil. Řekl v ní: „Pan Reagan zvedne daně a já udělám to samé. On vám to neřekne. Já to teď udělal.“ Reagan podal slabý výkon v první debatě a mnoho lidí začalo pochybovat, zda ještě zvládne druhé volební období. Dokázal se v kampani vzchopit a v druhé debatě již dominoval nad svým protikandidátem a stejně tak dominoval i průzkumům veřejného mínění. Při druhé debatě odpověděl na otázku týkající se jeho věku: „Nebudu z toho dělat téma své kampaně. Nehodlám v kampani poukazovat na mládí a nezkušenost svého protikandidáta,“ čímž si mezi diváky a také u svého protikandidáta vyvolal smích.
V roce 1984 byl Ronald Reagan znovu zvolen prezidentem, když porazil Waltera Mondalea ve 49 z 50 států, Mondale vyhrál jen v Minnesotě a v District of Columbia. Reagan získal takřka 60 % všech hlasů, zatímco Mondale jen okolo 40 %. Reagan tak získal hlasy rekordních 525 volitelů (z 538 možných).

### Druhé období

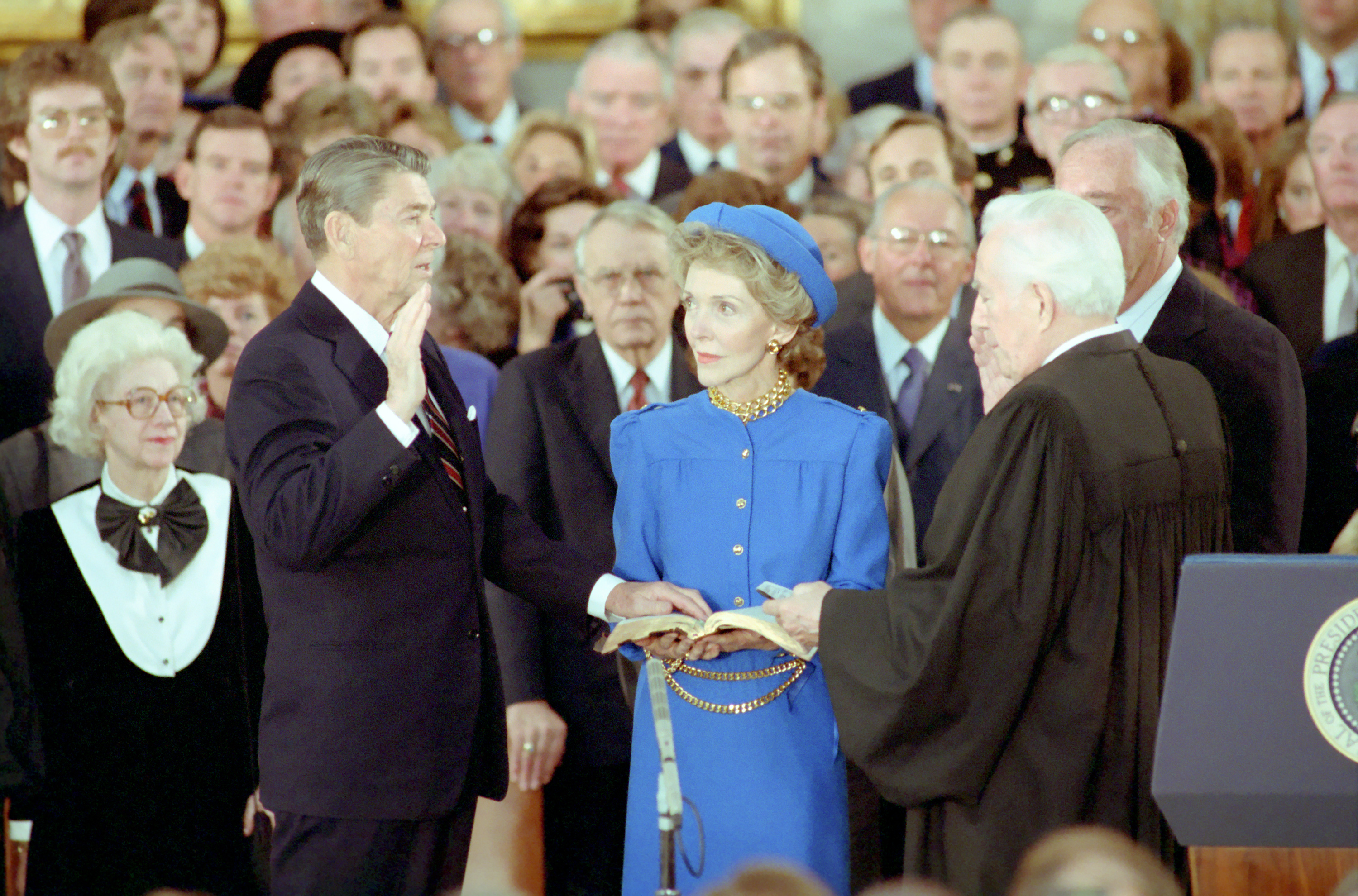
Ronald Reagan skládá přísahu pro druhé období vrchnímu soudci Warrenu Burgerovi v Capitolu

Reagan složil přísahu pro druhé období 20. ledna 1985 neveřejně v Bílém domě. Veřejná ceremonie se uskutečnila o den později v Kapitolu, protože 20. leden připadl na neděli, kdy se veřejné obřady nekonají. 21. leden byl jedním z nejchladnějších dní v historii Washingtonu D. C. a proto se celá ceremonie odehrála uvnitř Kapitolu.
Dne 13. července 1985 prodělal Reagan operaci, při kterém mu byly z tračníku odstraněny polypy, čímž došlo poprvé k použití 25. dodatku Ústavy a viceprezident se tak na omezenou dobu stal úřadujícím prezidentem. Dne 5. ledna 1987 prodělal Reagan operaci kvůli rakovině prostaty, což vyvolalo další obavy o jeho zdraví. V té době mu bylo 76 let.
V roce 1985 navštívili manželé Reaganovi hřbitov v Bitburgu v Německu, kde měl Reagan položit věnec. Někteří židovští představitelé jej za to kritizovali, neboť bylo zjištěno, že na hřbitově bylo pohřbeno také 47 příslušníků Waffen SS. Elie Wiesel přemlouval Reagana, aby hřbitov nenavštívil, ale Reagan oponoval, že by bylo špatné porušit slib, který dal Helmutu Kohlovi a nakonec tedy věnec položili za Reaganovy přítomnosti dva generálové ve výslužbě.

Reagan se saúdským králem Fahdem a Donaldem Trumpem na státní večeři pořádané v Bílém domě v únoru 1985

Reaganova administrativa byla také kritizována za pomalý postup v boji s epidemií HIV/AIDS, který se změnil, až když se v roce 1985 dostala na veřejnost zpráva, že onemocněl slavný herec Rock Hudson. Do té doby se nakazilo asi 10 000 Američanů a 6 000 jich zemřelo.

#### Imigrace
V roce 1986 podepsal Reagan zákon, který zakazoval úmyslně zaměstnávat ilegální imigranty a požadoval po zaměstnavatelích, aby si nechali potvrdit právní postavení zaměstnávaných cizinců, ale také amnestoval asi 3 miliony imigrantů, kteří žili ve Spojených státech ilegálně nepřetržitě od 1. ledna 1982. Kritici však argumentovali, že sankce vyplývající ze zákona nebudou vymahatelné a zákon nijak ilegální přistěhovalectví nezastaví. Poté, co byl během slavnostního obřadu u nově zrestaurované Sochy svobody zákon podepsán, Reagan prohlásil: „Tento zákon značně zlepší životy jedinců, kteří se teď musí skrývat ve stínu a nemají přístup k mnoha výhodám otevřené a svobodné společnosti. Brzy bude mnoho těchto mužů a žen moci vyjít na světlo, pokud se tak rozhodnou, stát se Američany.“

#### Aféra Írán-Kontra
V roce 1986 bylo zjištěno, že Reaganova administrativa prodávala ilegálně zbraně Íránu a z výtěžku financovala Contras v Nikaragui. Írán byl však v té době na seznamu zemí podporujících terorismus a nebylo tedy možné tam exportovat zbraně. Od tohoto postupu si administrativa slibovala, že docílí propuštění amerických rukojmí, kteří byli zadržováni v Libanonu. Aféra Írán-Contras byla největší americkou politickou aférou 80. let. Reagan tvrdil, že o ničem neví a volal po nezávislém vyšetřování. Mezinárodní soudní dvůr konstatoval, že Spojené státy v Nikaragui porušily mezinárodní právo, protože se v rozporu s mezinárodními úmluvami a mezinárodní zvyklostí vměšovaly do vnitřních záležitostí jiného státu.
John Tower, Edmund Muskie a Brent Scowcroft byli jmenováni Reaganem, aby utvořili komisi, která má vyšetřit skandál. Konstatovali, že prezident neměl kompletní informace o programu a tudíž nelhal úmyslně americkému lidu. Byl však komisí kritizován za to, že na své podřízené dostatečně nedohlížel a neměl ponětí o jejich činnosti, čímž bylo umožněno financování Contras. Zpráva, kterou vypracoval Kongres tvrdila: „Pokud prezident nevěděl, co dělali jeho poradci pro bezpečnost, měl to vědět.“ Ministr obrany Caspar Weinberger byl obviněn z křivé přísahy, ale později byl prezidentem Georgem Bushem st. omilostněn.
Mnoho Středoameričanů kritizovalo Reagana za jeho podporu Contras a tvrdili, že to byl fanatický bojovník proti komunismu, který nehleděl na lidská práva, zatímco jiní tvrdí, že „zachránil střední Ameriku.“ Daniel Ortega, sandinistický vládce Nikaragui v letech 1979–1990 prohlásil, že doufá, že Bůh Reaganovi promine jeho „špinavou válku proti Nikaragui“.

#### Studená válka

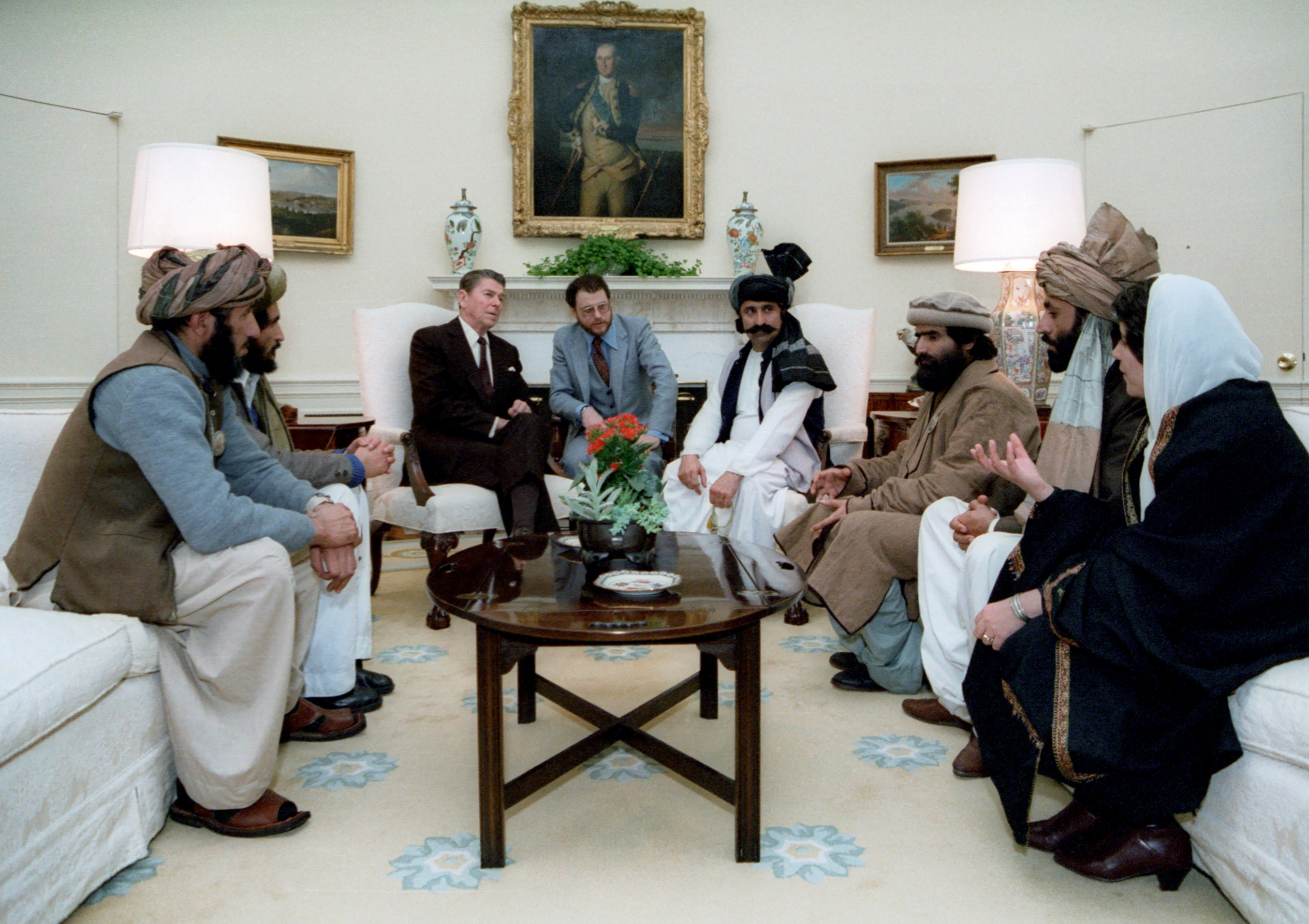
Prezident Reagan při setkání s vůdci afghánských mudžáhidů v oválné pracovně v Bílém domě, 1983

Za Reagana došlo k další eskalaci studené války a k ukončení politiky détente v souvislosti se sovětskou invazí do Afghánistánu v roce 1979. Reaganova administrativa zavedla nové zbrojní programy namířené vůči Sovětskému svazu: obnovení vývoje bombardéru B-1, jehož vývoj předtím zastavila Carterova administrativa a vývoj raket MX „Peacekeeper“. V reakci na rozmístění sovětských střel SS-20 byly v Západním Německu rozmístěny rakety Pershing II.
Jedním z nejkontroverznějších programů byla Strategická obranná iniciativa (Strategic Defense Initiative, SDI). Smyslem projektu bylo vyvinout systém, který by ochránil Spojené státy před útokem balistickými raketami. Reagan věřil, že tento obranný systém učiní jadernou válku neuskutečnitelnou. Kritici však nevěřili, že je projekt technologicky realizovatelný a překřtili jej na „Hvězdné války“. Sověti začali být SDI znepokojeni a Jurij Andropov prohlásil, že systém „bude rizikem pro celý svět“. SDI je někdy uváděna jako jeden důvod, který přispěl ke konci studené války.
V projevu na shromáždění Národní asociace evangelikálů v Ohiu v březnu 1983 nazval Reagan Sovětský svaz „Říší zla“. Dne 3. března 1983 prohlásil, že komunismus padne a že „bude považován za další smutnou a bizarní kapitolu lidských dějin, jejíž poslední kapitoly se právě píšou“. Poté, co Sověti 1. září 1983 sestřelili civilní let KAL007, označil Reagan tento čin za masakr a prohlásil, že „Sověti se otočili proti světu a morálním zásadám, kterými se řídí mezilidské vztahy po celém světě“. Reaganova administrativa odpověděla zrušením všech civilních leteckých spojů mezi Sovětským svazem a Spojenými státy a ukončila jednání se Sověty o některých smlouvách, čímž finančně poškodila Sovětský svaz.
Reaganova zahraniční politika, nazývaná též Reaganova doktrína, byla kritizována jako agresivní a imperialistická a Reagan byl často oponenty označován za „válečného štváče“. K těmto událostem však došlo předtím, než se v Sovětském svazu v roce 1985 dostal k moci Michail Gorbačov. Ten zavedl dvě nové politiky za účelem reforem a větší otevřenosti režimu: Glasnosť a perestrojku.

#### Konec studené války

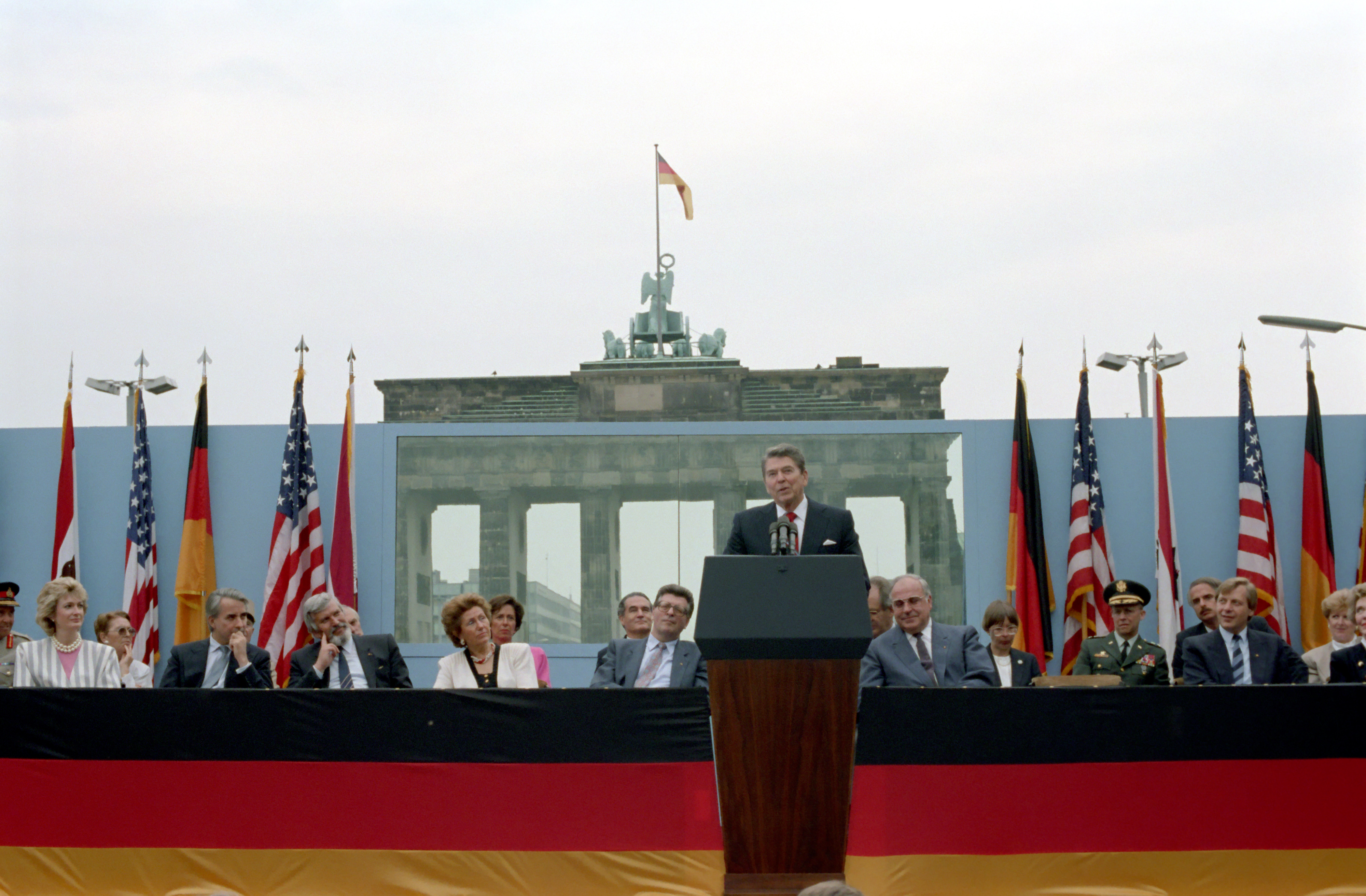
Ronald Reagan hovoří u berlínské zdi před braniborskou branou a vyzývá Michaila Gorbačova ke „stržení této zdi!“

Na začátku 80. let začal Sovětský svaz stahovat kvalitativní náskok, který si stihla americká armáda vybudovat. S rozvojem Sovětské armády se však sovětský rozpočet dostal do značného deficitu a v důsledku tak Gorbačov nabídl Spojeným státům ústupky týkající se počtu konvenčních sil, jaderných zbraní a politiky vůči východní Evropě.
Reagan se tak rozhodl změnit svou politiku vůči Sovětskému svazu a chtěl Gorbačova podpořit v provádění dalších reforem. Gorbačov souhlasil se setkáním s Reaganem na čtyřech summitech po celém světě a to v Ženevě, v Rejkjavíku, ve Washingtonu D.C. a v Moskvě. Reagan věřil, že může přesvědčit Sověty, aby začali budovat otevřenou společnost a tržní ekonomiku. Při projevu u Berlínské zdi 12. června 1987 řekl Reagan: „Generální tajemníku Gorbačove, jestli hledáte mír, jestli hledáte prosperitu pro Sovětský svaz a východní Evropu, jestli hledáte liberalizaci: Pojďte k této bráně! Pane Gorbačove, otevřete tuto bránu! Pane Gorbačove, strhněte tuto zeď!“
Při třetím summitu ve Washingtonu D. C. v roce 1987 podepsali Reagan a Gorbačov Smlouvu o likvidaci raket středního a krátkého doletu, která eliminovala všechny americké a sovětské rakety středního doletu.
Když Reagan v roce 1988 navštívil Moskvu, kde se konal čtvrtý summit, byl Rusy považován takřka za celebritu. Jeden z novinářů se jej zeptal, zda stále považuje Sovětský svaz za říši zla. Reagan odpověděl, že ne, že předtím „mluvil o jiné době, o jiné éře“. na Gorbačovovu žádost Reagan vedl na Moskevské universitě přednášku o svobodném trhu.
Ve své autobiografii An American Life vyjádřil Reagan optimismus nad změnami, které inicioval, své sympatie vůči Gorbačovovi a své obavy o Gorbačovovu bezpečnost. „Obával jsem se o jeho bezpečnost. Jak silně a rychle může prosazovat reformy, aniž by tím riskoval svůj život?“ V roce 1989 padla Berlínská zeď a v roce 1991 padl i Sovětský svaz.

### Obecná charakteristika

#### „Velký komunikátor“

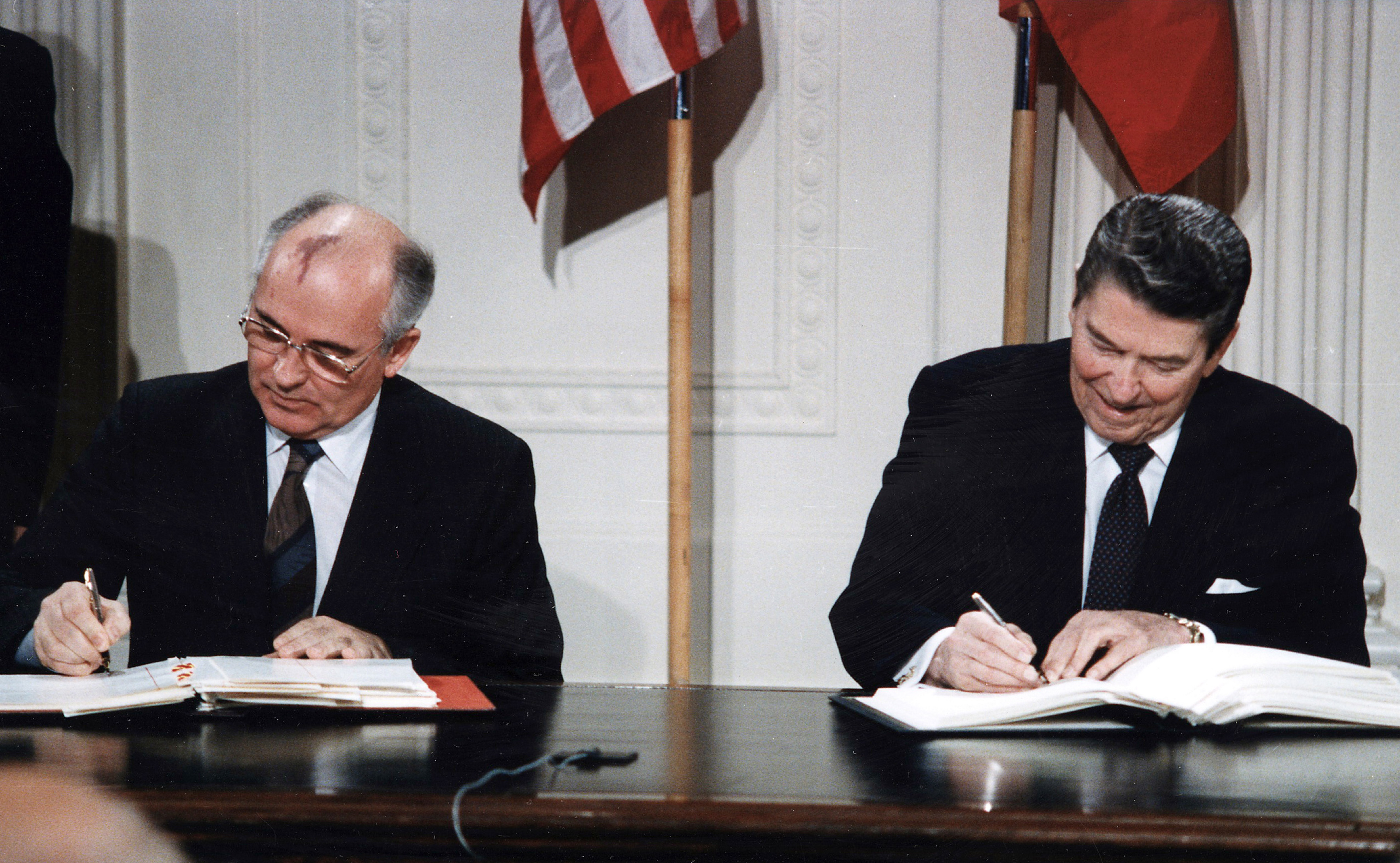
Ronald Reagan a Michail Gorbačov při podpisu smlouvy INF

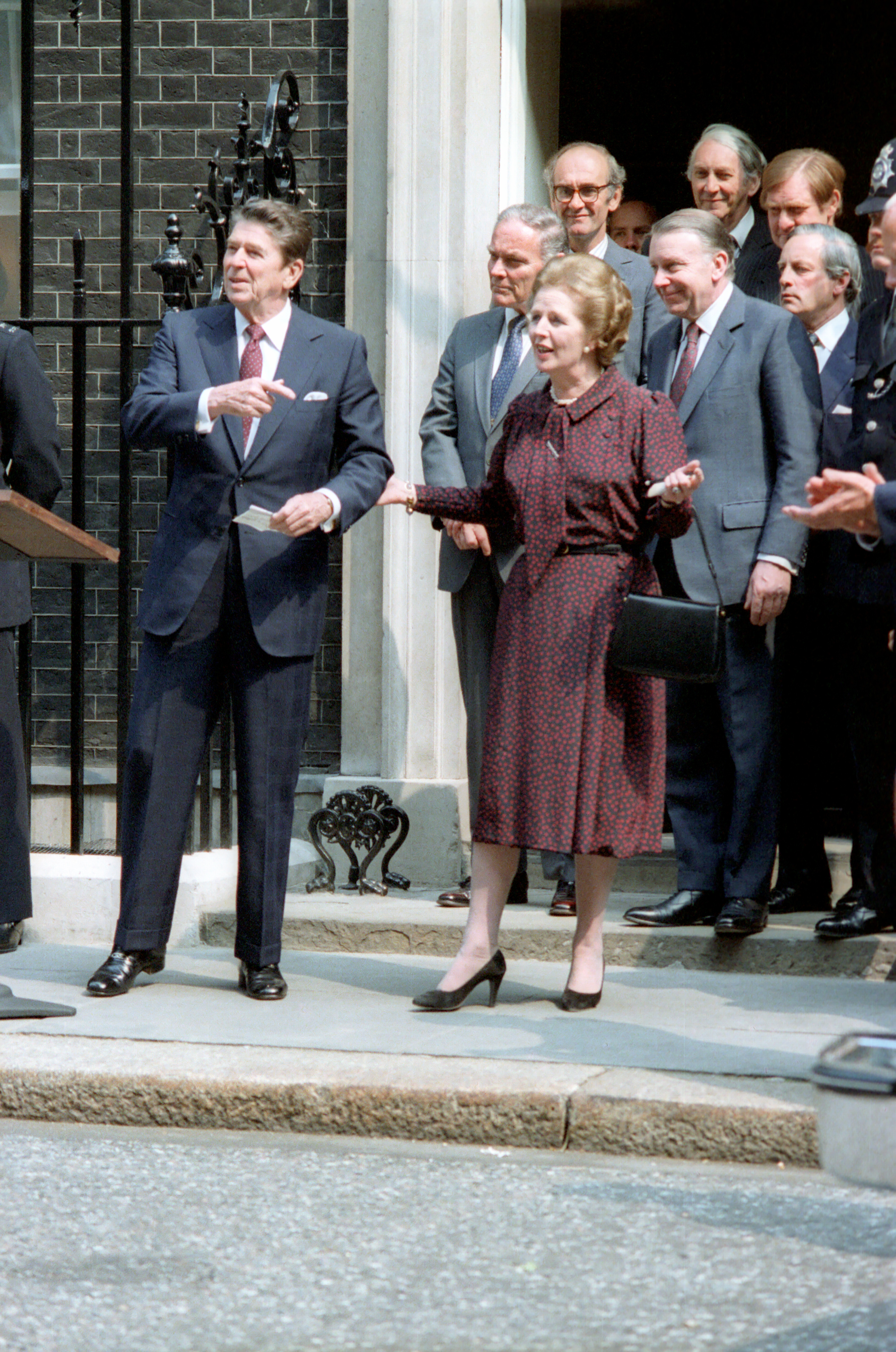
Britská premiérka Margaret Thatcherová s prezidentem Reaganem před Downing Street 10 v Londýně v červnu 1982, kde Británie přislíbila USA poskytnout letecké základny pro útok na Libyi

Díky své schopnosti vyjádřit své nápady a emoce svým osobitým stylem a to i při oficiálních příležitostech získal přezdívku „Velký komunikátor“. Reagan si tyto schopnosti vypěstoval jako moderátor v rádiu, v televizi, herec i při své dlouhé politické kariéře. Jako mladý muž byl okouzlen Rooseveltovými útoky proti nacistickému Německu a jeho energickou obranou demokracie. V mnohém také napodoboval Rooseveltův styl řeči.
Reagan svých rétorických schopností využil k útoku na legitimitu Sovětského svazu, který označil za „říši zla“, a k obnovení pošramocené americké pýchy. Najal si autory projevů, kteří uměli zachytit jeho lidový šarm. V roce 1985 uspořádal profesor Max Atkinson, který byl poradcem britského politika Paddy Ashdowna, seminář o psaní projevů v Bílém domě.
Reaganův rétorický styl se měnil. Používal silný jazyk k odsouzení Sovětského svazu během svého prvního období, ale uměl také vyvolat optimistické ideály Spojených států jako obránce svobody. Ve své řeči z 27. října 1964 nazvané „A Time for Choosing“ („Čas pro volbu“) si vypůjčil frázi „setkání s osudem“ („rendezvous with destiny“), kterou proslavil právě Roosevelt. V jiných projevech označil Ameriku za „zářící město na kopci“, „šlechetné, idealistické, odvážné, slušné a férové“, jehož občané mají „právo snít heroické sny“.
Dne 28. ledna 1986 po nehodě raketoplánu Challenger odložil poselství o stavu Unie a promluvil k národu o katastrofě. V řeči, kterou napsala Peggy Noonan, řekl: „Nikdy na ně nezapomeneme, ani na poslední okamžik, kdy jsme je dnes ráno viděli, když se připravovali na svou cestu a mávali nám na pozdrav a ‚vyklouzli z pouta k zemi‘, aby se ‚dotkli tváře Boha.‘“ (citace v tomto výroku pocházejí z básně „High Flight“ Johna Gillespie Mageeho, Jr.)
Jeho největší zbraní byly krátké vtípky, kterými odzbrojoval oponenty a získával si diváky na svou stranu. Diskuze o jeho vysokém věku jej vedly k tomu, že při druhé debatě před volbami v roce 1984 si udělal legraci ze svého protikandidáta, kterým byl Walter Mondale, když řekl: „Neudělám z věku téma této kampaně. Nehodlám z politických důvodů útočit na mládí a nezkušenost mého oponenta.“ O své kariéře vtipkoval: „Politika není špatné povolání. Když uspějete, je zde mnoho odměn. Když se zdiskreditujete, vždy můžete napsat knihu.“
Stoupenci i oponenti si povšimli Reaganova „zářivého optimismu“ v porovnání s často usměvavým, ale vážným předchůdcem Carterem. Reagan jednou řekl: „Lekce vůdcovství byly vždy stejné: tvrdá práce, znalost faktů, ochota naslouchat a být chápající, silný smysl pro povinnost a vedení a přesvědčení udělat to nejlepší jménem lidí, kterým sloužíte.“
Ve své poslední řeči v pozici prezidenta řekl v reakci na přezdívku „Velký komunikátor“: „Nikdy jsem si nemyslel, že styl slov, která jsem používal, byl odlišný: byl to obsah. Nebyl jsem velký komunikátor, ale komunikoval jsem skvělé věci…“

#### Kritika
Častým předmětem kritiky byl fakt, že díky svému šarmu a rétorickému umění mohl říci takřka cokoliv a získat pro to podporu a vyhýbat se skandálům, čímž si vysloužil přezdívku „Teflonový prezident“. V zahraniční politice si vysloužil kritiku především v souvislosti s aférou Írán-Contras, tedy prodejem zbraní Íránu a financováním nikaragujských povstalců contras. Mezinárodní soudní dvůr uznal Spojené státy vinnými z podpory terorismu v Nikaragui (případ Nikaragua vs. Spojené státy).
Kvůli své zahraniční politice byl Reagan často vykreslován jako válečný štváč. Ačkoliv jej britská premiérka Margaret Thatcherová silně podporovala, byl ve Spojeném království často terčem kritiky. Levice jej odsuzovala za tvrdý postoj ke Castrovu režimu na Kubě a za ignorování lidských práv ve Střední a Jižní Americe a v Jihoafrické republice. Ačkoliv Reagan odmítal apartheid v JAR, byl proti ekonomickým sankcím.
Reaganovy snahy omezit sociální podpory a daně z příjmu byly mnohými kritizovány, protože podle nich prospívaly jen bohatým Američanům na úkor střední a nižší třídy. Aby Spojené státy pokryly dluh, který za Reaganova prezidentství začal narůstat, začaly si ve velkém půjčovat peníze v zahraničí. Státní dluh narostl z 26 % HDP v roce 1980 na 41 % v roce 1989, tedy na nejvyšší míru od roku 1963. Do roku 1988 narostl dluh celkem na 2,6 bilionu USD. Spojené státy se staly z největšího věřitele největším dlužníkem.
Předmětem kritiky byl Reagan i ze strany lidskoprávních a gay organizací, podle nichž dlouho ignoroval epidemii HIV/AIDS ve Spojených státech a programy na léčbu a výzkum toho onemocnění byly za jeho prezidentství dlouhodobě velmi podfinancované.
Deregulace bankovnictví, která začala již předtím, než se ujal úřadu, dala bankám volnější ruce v investování peněz klientů. Mnoho z nich se pustilo do značně rizikových investic. Nakonec se Federal Home Loan Bank Board, federální úřad, který tento obor reguloval, pokusil tento trend zarazit, ale narážel na značné problémy. Ve výsledku stála tato krize vládu 150 miliard USD.[zdroj?]

## Exprezident (1989–2004)

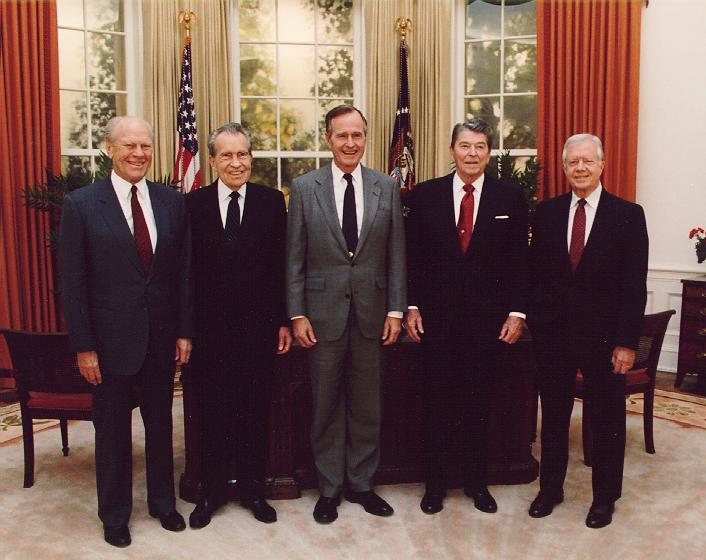
Prezidenti Gerald Ford, Richard Nixon, George H. W. Bush, Ronald Reagan a Jimmy Carter při otevření Reaganovy knihovny (zleva doprava)

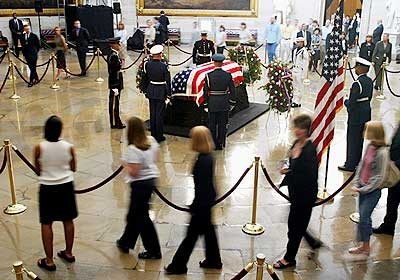
Reaganova rakev v rotundě Capitolu

Dne 11. ledna 1989, devět dnů před koncem mandátu, promluvil Reagan z Oválné pracovny naposledy k národu. Po Bushově inauguraci se vrátil na svůj ranč poblíž Santa Barbary v Kalifornii, kde psal svou biografii, jezdil na koních a štípal dříví. Nakonec se přestěhoval do nového domu v Bel-Air v Kalifornii. Na podzim roku 1989 jej najala japonská společnost Fujisankei Communications Group, aby pronesl dva projevy a navštívil několik společenských událostí. Za devět dní si tak vydělal dva miliony dolarů, více než za osm let ve funkci prezidenta. V dalších letech příležitostně vystupoval na akcích Republikánské strany. Vyjadřoval se pro dodatek k ústavě, který by vyžadoval vyrovnaný rozpočet, a za zrušení 22. dodatku, který určuje, že jedna osoba smí být zvolena prezidentem jen dvakrát. Na své cestě po USA Ronalda Reagana 27. října 1991 navštívil československý prezident Václav Havel. Reagan naposledy promluvil na veřejnosti 3. února 1994 a na veřejnosti se objevil naposledy 27. dubna 1994 na pohřbu Richarda Nixona.

### Alzheimerova choroba
Dne 5. listopadu 1994 oznámil Reagan, že mu byla diagnostikována Alzheimerova choroba. Národ o svém stavu informoval rukou psaným dopisem. Se svým typickým optimismem napsal v závěru: „Zahájil jsem cestu, která mě dovede až k soumraku mého života. Vím, že Ameriku budou čekat jen jasné časy. Děkuji Vám, přátelé. Bůh Vám žehnej.“
Jak roky postupovaly, choroba pomalu ničila jeho mentální schopnosti a donutila jej žít v izolaci. Dne 6. ledna 2001 dosáhl Reagan věku 90 let a stal se tak třetím prezidentem, který se dožil tohoto věku, dalšími dvěma byli John Adams a Herbert Hoover. Nedlouho po něm se Gerald Ford stal čtvrtým, který tohoto věku dosáhl. Tři týdny před svými 90. narozeninami podstoupil Reagan operaci kyčle a vzhledem k postupující nemoci se oslava narozenin odehrála jen v kruhu příbuzných a nejbližších přátel. Jeho žena později řekla v pořadu Larryho Kinga, že jen málo lidí mohlo jejího manžela vidět, protože on by si přál, aby si jej lidé pamatovali tak, jaký byl před nemocí. Lidé, kteří měli příležitost Reagana během nemoci vidět, tvrdili, že nemoc pokročila tak daleko, že je nebyl schopen poznat a nepamatoval si, že kdy byl prezidentem.

### Smrt
Ronald Reagan zemřel na zápal plic 5. června 2004 v 13:09 PDT ve svém domě v Bel-Air. Po státním pohřbu ve washingtonské národní katedrále, který navštívili vrcholní politici z celého světa, byl Reagan pohřben v Ronald Reagan Presidential Library v Simi Valley v Kalifornii. Pohřeb řídil prezident George W. Bush, jehož otec byl Reaganovým viceprezidentem a později jej ve funkci vystřídal.

## Odkaz

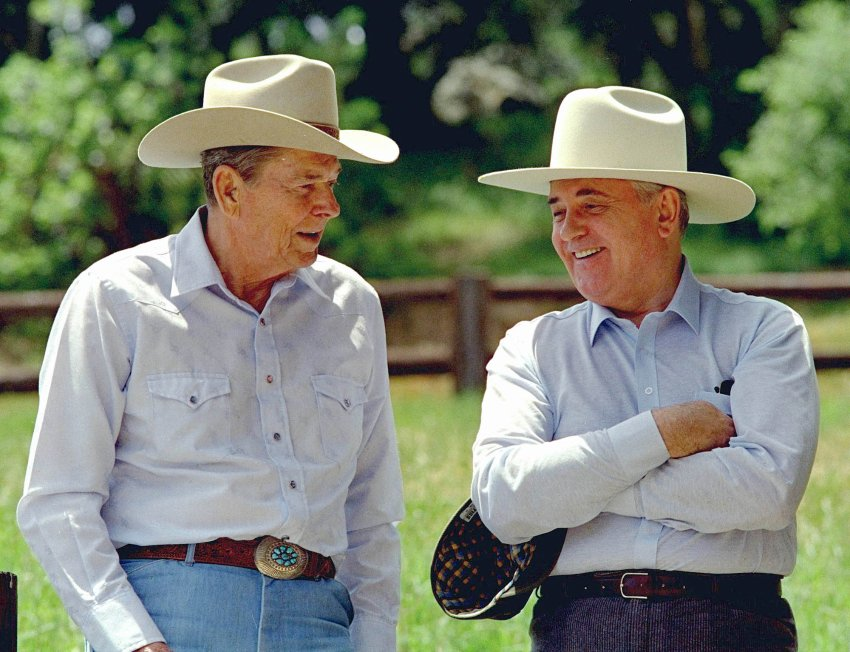
Michail Gorbačov na návštěvě u Reagana na jeho ranči Rancho del Cielo v Kalifornii v květnu 1992

Autor biografií několika prezidentů (Kennedyho, Nixona) Richard Reeves v knize President Reagan: The Triumph of Imagination (2005) „ukazuje člověka, který chápe, jak být prezidentem, který ví, že jeho úkolem není řídit vládu, ale vést národ. V mnoha ohledech je i po čtvrtstoletí vůdcem. Jak řekl jeho viceprezident George H. W. Bush poté, co byl Reagan v roce 1981 postřelen a hospitalizován: ‚Budeme se chovat, jako kdyby tady byl.’ Je hrdinskou postavou, ne-li hrdinou. Nezničil komunismus, jak tvrdí jeho stoupenci, ale věděl, že se zničí sám, a k jeho kolapsu přispěl. To není malá věc. Věřil, že Sovětský svaz je zlo, a opovrhoval zavedenou americkou politikou kontroly zbrojení a détente. Když jsem se ho zeptal na jeho strategii ve studené válce, řekl: ,Vyhrajeme. Oni prohrajou!‘ Stejně jako jeho idol Franklin D. Roosevelt se stal nezapomenutelným.“
V současnosti je Ronald Reagan jedním z nejpopulárnějších prezidentů. V některých průzkumech veřejného mínění se umístil na prvním místě, třebaže byl mnoha odborníky a intelektuály kritizován za jistou podbízivost a populismus (Sovětský svaz – říše zla).

### Veřejné mínění
Gallup Organization uspořádala v roce 2005 výzkum, ve kterém se ptala občanů na největší prezidenty Spojených států. Ronald Reagan se umístil první s 18%. V roce 2000 byl v obdobném průzkumu stanice ABC pátý. V průzkumu, který zorganizovala Quinnipiac university v roce 2006 byl Reagan označen za nejlepšího prezidenta od druhé světové války. V průzkumu stanice C-SPAN se Reagan umístil na šestém místě.
Podle průzkumů stanice ABC se Reaganova popularita vyvíjela následovně:
| Datum             | Událost                    | Podpora (%) | Nesouhlas (%) |
| ----------------- | -------------------------- | ----------- | ------------- |
| 22. dubna 1981    | Pokus o atentát            | 73          | 19            |
| 22. ledna 1983    | Vysoká nezaměstnanost      | 42          | 54            |
| 26. dubna 1986    | Bombardování Libye         | 70          | 26            |
| 26. února 1987    | Aféra Iran-Contra          | 44          | 51            |
| 20. ledna 1989    | Konec prezidentství        | –           |               |
|                   | Průměr během prezidentství | 57          | 39            |
| 30. července 2001 | (Retrospektiva)            | 64          | 27            |

### Přezdívky
Reaganovi se často říkalo „the Gipper“, v odkazu na roli George Gippa ve filmu Knute Rockne, All American spolu s frází z filmu „Vyhraj to pro Gippera“. V mládí mu jeho otec vymyslel přezdívku „Holanďan“. Během svého prezidentství získal také přezdívky „Velký komunikátor“ a „Teflonový prezident“. Krycí jméno, které mu dala tajná služba, bylo „Rawhide“. Kritici jej někdy označují přezdívkou „Ronald Ray-Gun“, což byl výraz, který poprvé použili Joan Baez a Jeffrey Shurtleff před písní Drug Store Truck Drivin' Man ve Woodstocku '69.

### Ocenění

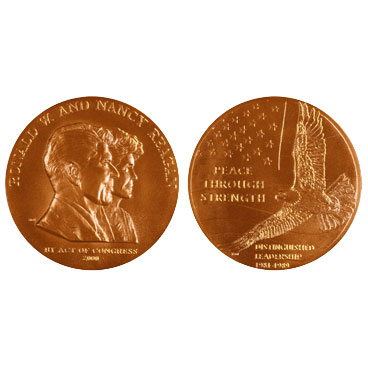
Zlatá medaile Kongresu, kterou získali Ronald a Nancy Reaganovi

Za zásluhy o pád komunismu ve střední a východní Evropě udělil 17. prosince 1999 prezident Václav Havel Ronaldu Reaganovi nejvyšší české státní vyznamenání Řád Bílého lva I. třídy.
V roce 1995 byl mezi 2307 sběrateli mincí uspořádán průzkum, z něhož vyplynulo, že Reagan se nejpravděpodobněji objeví na budoucích amerických mincích. Reagan se nakonec objevil v roce 2006 na deseticentu, který ale nebyl určen do volného oběhu.
Dne 6. ledna 1998 bylo Washington National Airport přejmenováno na Ronald Reagan Washington National Airport zákonem, který podepsal prezident Clinton. O tři roky později byla pokřtěna letadlová loď USS Ronald Reagan (CVN-76). Šlo o jednu z mála lodí, která byla pojmenována po žijící osobě a o jedinou, který byla pojmenována po žijícím prezidentovi.
Ronaldu Reaganovi se dostalo mnoho ocenění i posmrtně. Dne 14. května 2005 jej CNN spolu s redakcí TIME označila „nejvíc fascinující osobností“ prvních 25 let existence stanice. TIME jej také označil jako jednoho ze 100 nejdůležitějších lidí 20. století. Dne 26. června 2005 byl v programu Greatest American vybrán diváky jako největší Američan všech dob.
V roce 2002 schválil Kongres vytvoření Ronald Reagan Boyhood National Historic Site v Dixonu, kde Reagan v dětství žil.
V roce 2004 přejmenoval stát Illinois dálnici East-West Tollway na Ronald Reagan Memorial Tollway.
V roce 2006 byla na Floridě otevřena nová střední škola pojmenována Ronald W. Reagan High.
Mezi další ocenění, které Ronald Reagan získal, patří:
- Doživotní zlaté členství ve Screen Actors Guild.
- Sylvanus Thayer Award vojenské akademie Spojených států (známé též jako Westpoint).
- V roce 1989 získal čestný britský rytířský titul Knight Grand Cross of the Order of the Bath. Díky tomu si mohl za jméno psát GCB, ale nemohl používat titul sir. Toto ocenění kromě něj z amerických prezidentů získali jen Dwight Eisenhower a George H. W. Bush.
- Velkostuha Řádu chryzantémy, Japonsko, 1989
- Čestný člen Keble College, Oxford, Anglie
- Prezidentská medaile svobody, 1993
- Dne 16. května 2002 přijala Nancy Reaganová jeho a svým jménem Zlatou medaili Kongresu.

### Mince a bankovky
Reaganova podobizna se měla objevit na jednodolarové minci v roce 2016. Reaganovi příznivci po jeho smrti neúspěšně lobbovali za to, aby se objevil na některé bankovce, pravděpodobně na desetidolarové. V roce 2003 odmítla Nancy Reaganová, aby byl její muž zobrazen na deseticentu.

## Reagan ve filmu, televizi a hudbě

### Reaganovy filmy
- The Killers (1964) – Jack Browning
- Heritage of Splendor (1963) – Vypravěč
- The Young Doctors (1961) (hlas) – Vypravěč
- Hellcats of the Navy (1957) – Commador Casey Abbott
- Tennessee's Partner (1955) – Cowboy
- Cattle Queen of Montana (1954) – Farrell
- Prisoner of War (1954) – Webb Sloane
- Law and Order (1953) – Frame Johnson
- Tropic Zone (1953) – Dan McCloud
- She's Working Her Way Through College (1952) – Profesor John Palmer
- The Winning Team (1952) – Grover Cleveland Alexander
- Hong Kong (1952) – Jeff Williams
- Bedtime for Bonzo (1951) – Profesor Peter Boyd
- The Last Outpost (1951) – Kapitán Vance Britten
- Storm Warning (1951) – Burt Rainey
- The Big Truth (1951) – Host/Narrator
- Louisa (1950) – Harold „Hal“ Norton
- The Hasty Heart (1949) – Yank
- The Girl from Jones Beach (1949) – Bob Randolph
- Night Unto Night (1949) – John Galen
- John Loves Mary (1949) – John Lawrence
- The Voice of the Turtle (1947) – Sergeant Bill Page
- That Hagen Girl (1947) – Tom Bates
- Stallion Road (1947) – Larry Hanrahan
- Wings for This Man (1945) – Vypravěč
- The Stillwell Road (1945) – Vypravěč
- Jap Zero (1943) – Lieutenant Jimmy Saunders
- This Is the Army (1943) – Johnny Jones
- The Rear Gunner (1943) – Poručík Ames
- For God and Country (1943) – Otec Michael O'Keefe
- Cadet Classification (1943) – Vypravěč
- Beyond the Line of Duty (1942) (hlas) – Vypravěč
- Desperate Journey (1942) – Letový důstojník Johnny Hammond
- Juke Girl (1942) – Steve Talbot
- Kings Row (1942) – Drake McHugh
- Nine Lives Are Not Enough (1941) – Matt Sawyer
- International Squadron (1941) – Jimmy Grant
- Million Dollar Baby (1941) – Peter „Pete“ Rowan
- The Bad Man (1941) – Gilbert „Gil“ Jones
- Santa Fe Trail (1940) – George Armstrong Custer
- Alice in Movieland (1940) – Guest at Carlo's
- Tugboat Annie Sails Again (1940) – Eddie Kent
- Knute Rockne All American (1940) – George „The Gipper“ Gipp
- Murder in the Air (1940) – Brass Bancroft, aka Steve Swenko a Steve Coe
- An Angel from Texas (1940) – Marty Allen
- Brother Rat and a Baby (1940) – Dan Crawford
- Smashing the Money Ring (1939) – Poručík „Brass“ Bancroft
- The Angels Wash Their Faces (1939) – Deputy Dist. Atty. Patrick „Pat“ Remson
- Hell's Kitchen (1939) – Jim Donohue
- Naughty But Nice (1939) – Ed „Eddie“ Clark
- Code of the Secret Service (1939) – Poručík „Brass“ Bancroft
- Dark Victory (1939) – Alec Hamm
- Secret Service of the Air (1939) – Poručík „Brass“ Bancroft
- Going Places (1938) – Jack Withering
- Brother Rat (1938) – Dan Crawford
- Girls on Probation (1938) – Neil Dillon
- Boy Meets Girl (film z roku 1938) (1938) – Hlasatel na premiéře premiere
- The Amazing Dr. Clitterhouse (1938) (hlas) – Hlasatel
- Cowboy from Brooklyn (1938) – Pat Dunn
- Accidents Will Happen (1938) – Eric Gregg
- Swing Your Lady (1938) – Jack Miller
- Sergeant Murphy (1938) – Vojín Dennis Reilley
- Hollywood Hotel (1937) – Hlasatel v rádiu
- Love Is on the Air (1937) – Andy McCaine

### Dokumenty o Reaganovi
- „True Grit“, Ronald Reagan (CMT), 2005.
- Ronald Reagan – An American President (The Official Reagan Library Tribute), 25. ledna 2005
- Great Speeches, 19. října 2004
- Stand Up Reagan, 7. září 2004
- NBC News Presents – Ronald Reagan, 10. srpna 2004
- ABC News Presents Ronald Reagan – An American Legend, 13. července 2004
- Ronald Reagan – His Life and Legacy, 22. června 2004
- Ronald Reagan – His Life and Times, 11. května 2004
- Ronald Reagan – A Legacy Remembered (History Channel), 2002.
- Ronald Reagan – The Great Communicator, 2002.
- Salute to Reagan – A President's Greatest Moments, 2001.
- American Experience – Reagan, 1998.
- Tribute to Ronald Reagan, 1996.
- The Reagan Legacy, (Discovery Channel) 1996.
- In the Face of Evil: Reagan’s War in Word and Deed, 2004.

### Ronald Reagan ztvárněný jinými herci
Mezi herce, kteří Ronalda Reagana ztvárnili, patří:
- James Brolin v minisérii The Reagans (2003) s Judy Davisovou jako Nancy
- Richard Crenna v The Day Reagan Was Shot (2001) s Holland Taylor jako Nancy
- Bryan Clark se jako Reagan několikrát objevil v pořadu HBO Without Warning: The James Brady Story s Beau Bridges jako Jamesem Bradym; a také v Guts and Glory: The Rise and Fall of Oliver North.
- Johnny Carson v The Tonight Show
- Phil Hartman a Randy Quaid v Saturday Night Live
- Rich Little v několika televizních vystoupeních
- John Roarke ve skečích komediálního seriálu Fridays a ve vánoční epizodě Fresh Prince of Bel-Air jako jednoho z Banksových sousedů
- Griff Rhys Jones v Not The Nine O'Clock News

### Reagan v hudbě
Rapper Killer Mike v albu R.A.P. Music věnoval Ronaldu Reaganovi kritickou skladbu "Reagan".
Jednočlenná hudební skupina Lemon Demon má ve svém albu Spirit phone zařazenou skladbu "Reaganomics".

### Videohry
- "Call of Duty Black Ops: Cold war" (2020)

## Zajímavosti
- Reagan měřil 182,5 cm.

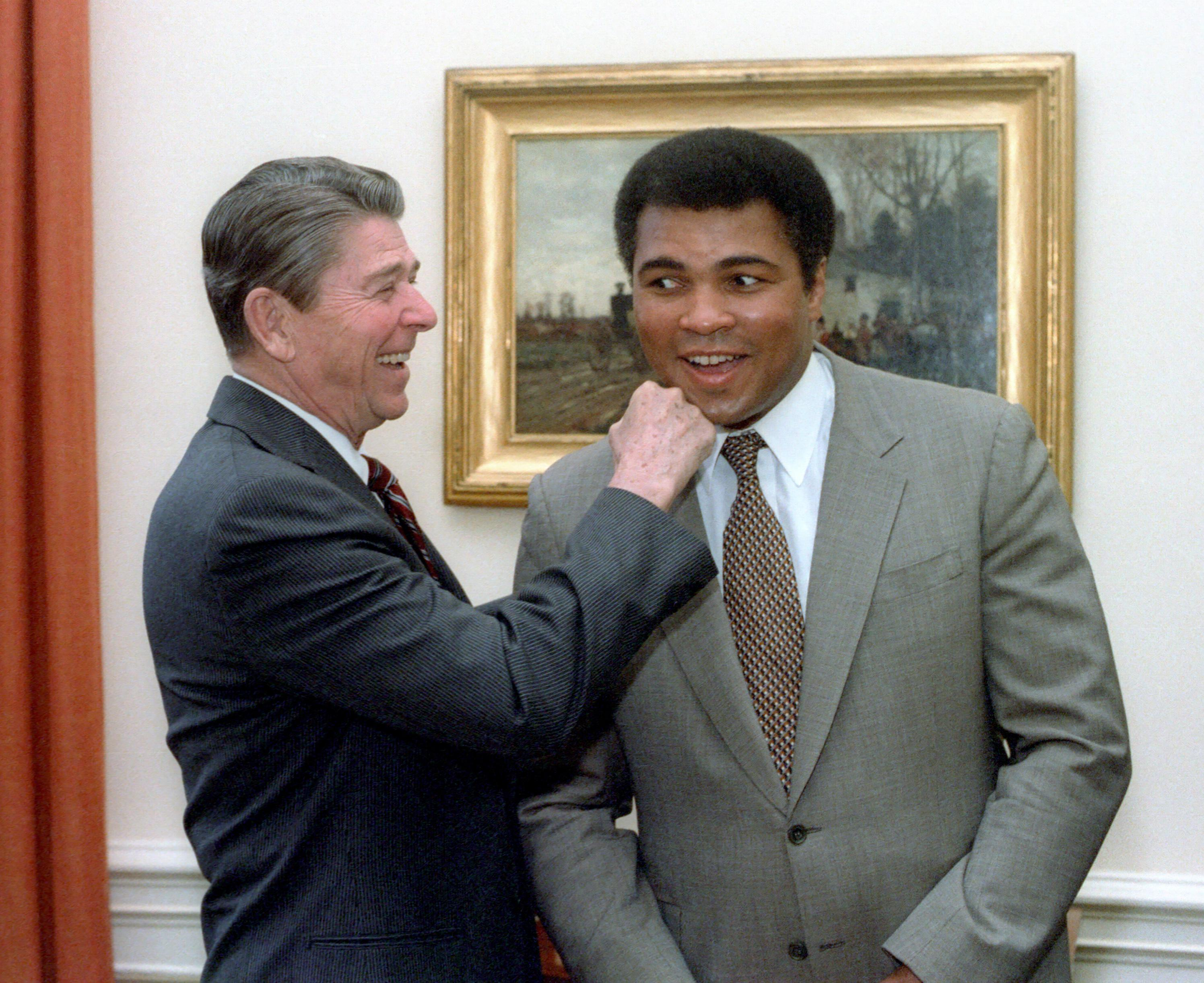
Prezident Reagan a Muhammad Ali v oválné pracovně, 1983

- Reagan byl ze všech amerických prezidentů zvolen jako druhý nejstarší ve věku 73 let. Prvním je Joe Biden zvolený ve svých 77 letech, třetím Donald Trump, zvolený ve věku 70 let.
- Reagan byl nejstarším sloužícím americkým prezidentem, úřad opustil ve věku 77 let. Překonal tak Dwighta Eisenhowera, který opustil úřad ve věku 70 let.
- Reagan byl do 11. listopadu 2006 nejdéle žijícím americkým prezidentem, kdy jej překonal Gerald Ford.
- Reagan byl prvním hercem, který se stal americkým prezidentem, a díky členství v Screen Actors Guild i jediným členem odborů, který se stal americkým prezidentem.
- Reagan byl prvním americkým prezidentem, který se rozvedl.
- Reagan byl 40. americkým prezidentem v pořadí, ale 35. dle data narození.
- Reagan byl starší než čtyři jeho předchůdci, a to Kennedy, Nixon, Ford, Carter.
- Reagan byl levák, ačkoliv byl většinou zobrazován, jak píše pravou rukou. Pravou rukou také nadhazoval v baseballu.
- V roce 1964 nedostal roli ve filmu The Best Man, protože „nevypadal jako prezident“.
- Reagana časopis TIME dvakrát zvolil osobou roku, a to v letech 1980 a 1983 (spolu se sovětským vůdcem Jurijem Andropovem).
- V seznamu nejobdivovanějších lidí 20. století Gallupova ústavu skončil na 15. místě.
- Měl rád tvrdé bonbóny s želé náplní (tzv. Jelly Beans).
- Reagan byl prvním americkým prezidentem, který zemřel ve 21. století.